# Cuisine
Cet article concerne la technique de préparation des aliments. Pour la pièce, voir cuisine (pièce).

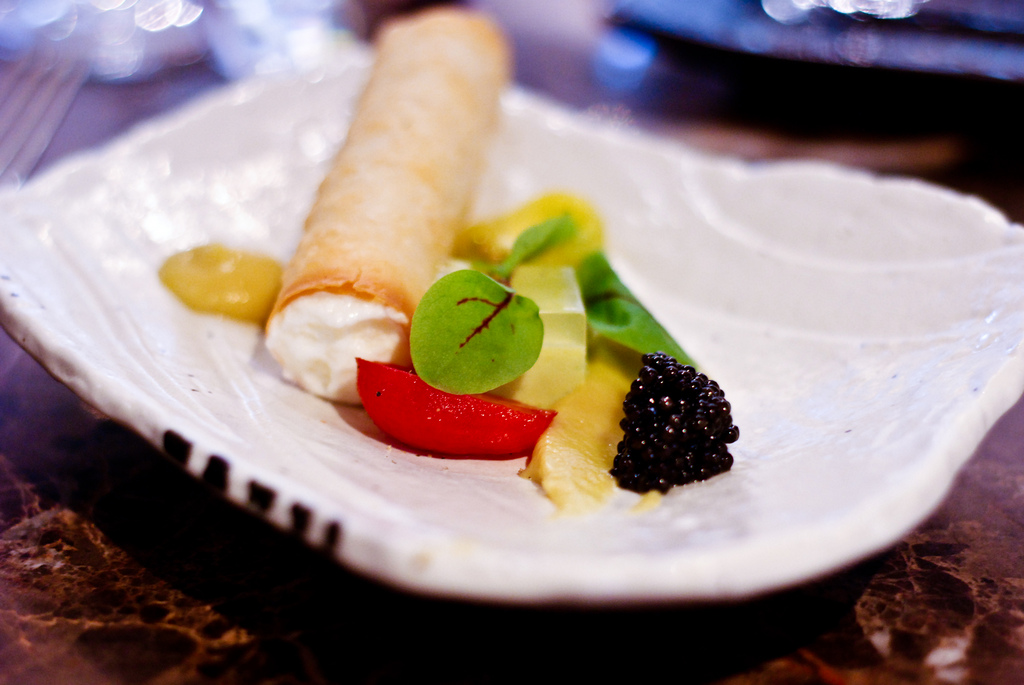
Salade de fruits moderne et cigarette russe truffée au fromage blanc.

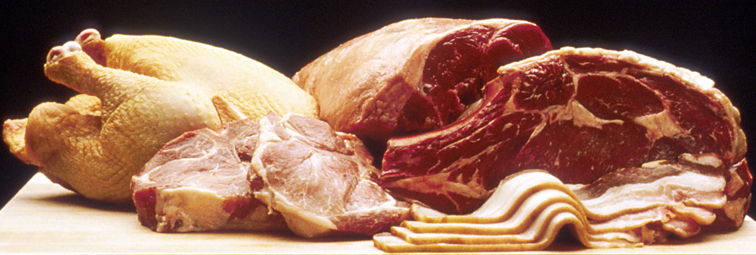
Diverses variétés de viande crue.

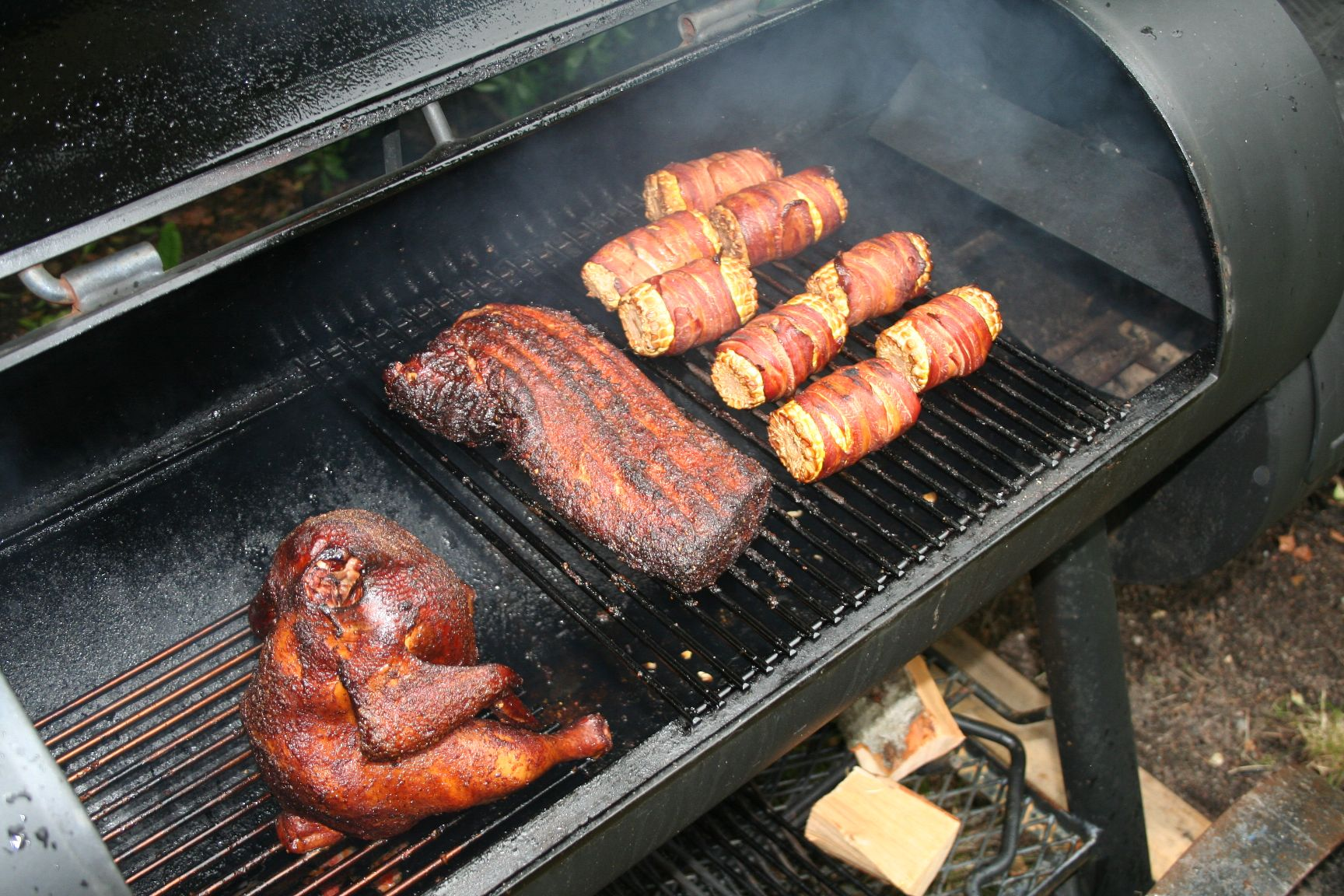
Maïs enveloppé de lard, poulet et porc, cuits au barbecue.

La cuisine est l'ensemble des techniques de préparation des aliments en vue de leur consommation par les êtres humains que l'on a appelé précédemment « la cuisinerie ». La cuisine est diverse à travers le monde. Elle est l'un des éléments représentant la notion de terroir quand elle est le fruit des ressources naturelles et productions agricoles locales, des us et coutumes, de la culture et des croyances, du perfectionnement des techniques, des échanges entre peuples et cultures.
La cuisine a ainsi dépassé son simple impératif biologique d'alimentation pour devenir un corpus de techniques plus ou moins avancées, un fait culturel, un élément de patrimoine et d'identité national ou familial, un élément de systèmes de valeurs, mais aussi un sujet d'étude pour les sciences sociales et la sociologie, voire un enjeu de politique et de santé publique.

## Typologie des cuisines

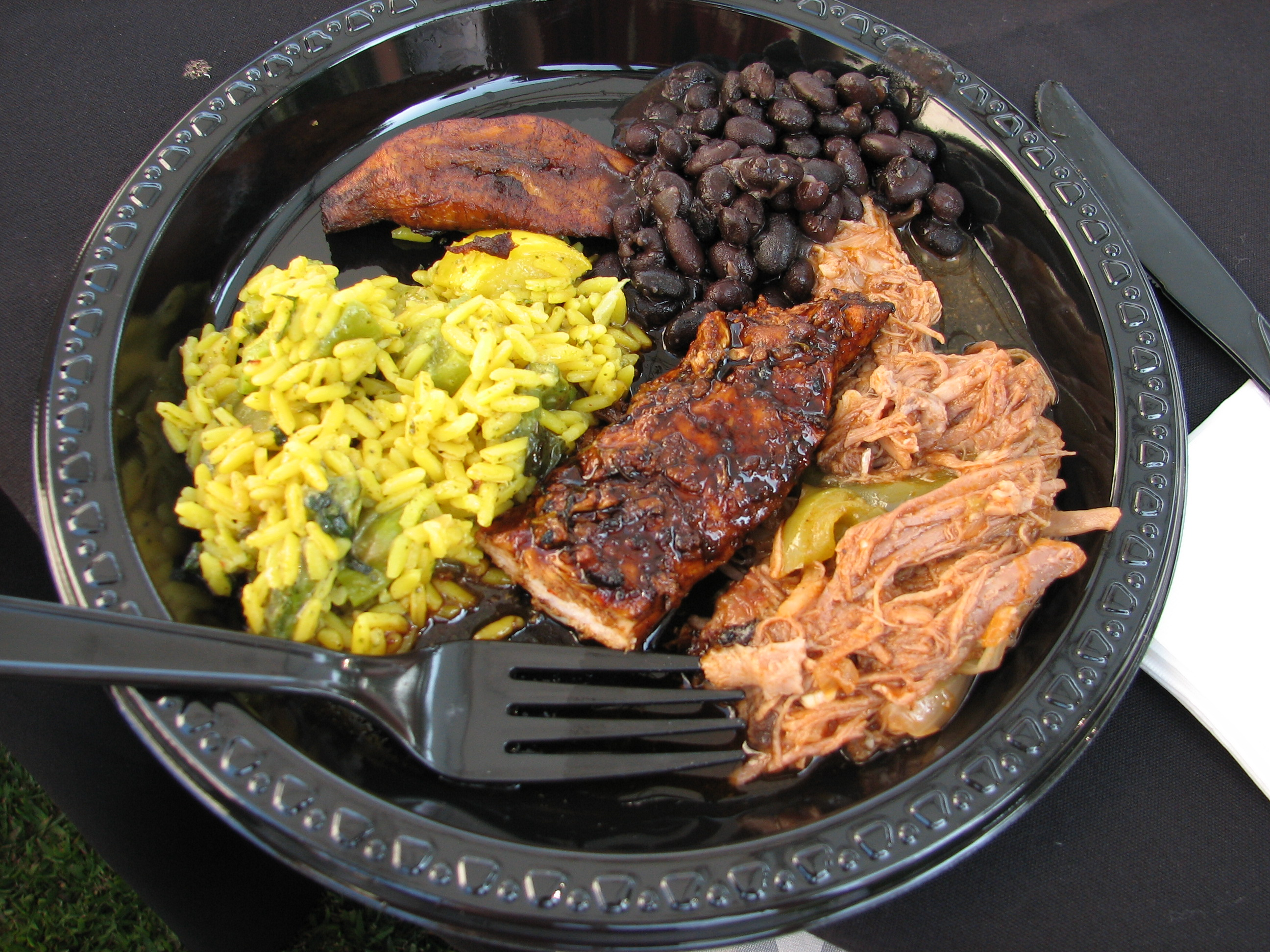
Caraïbe, bœuf, poulet, haricots et banane dans l'assiette du repas.

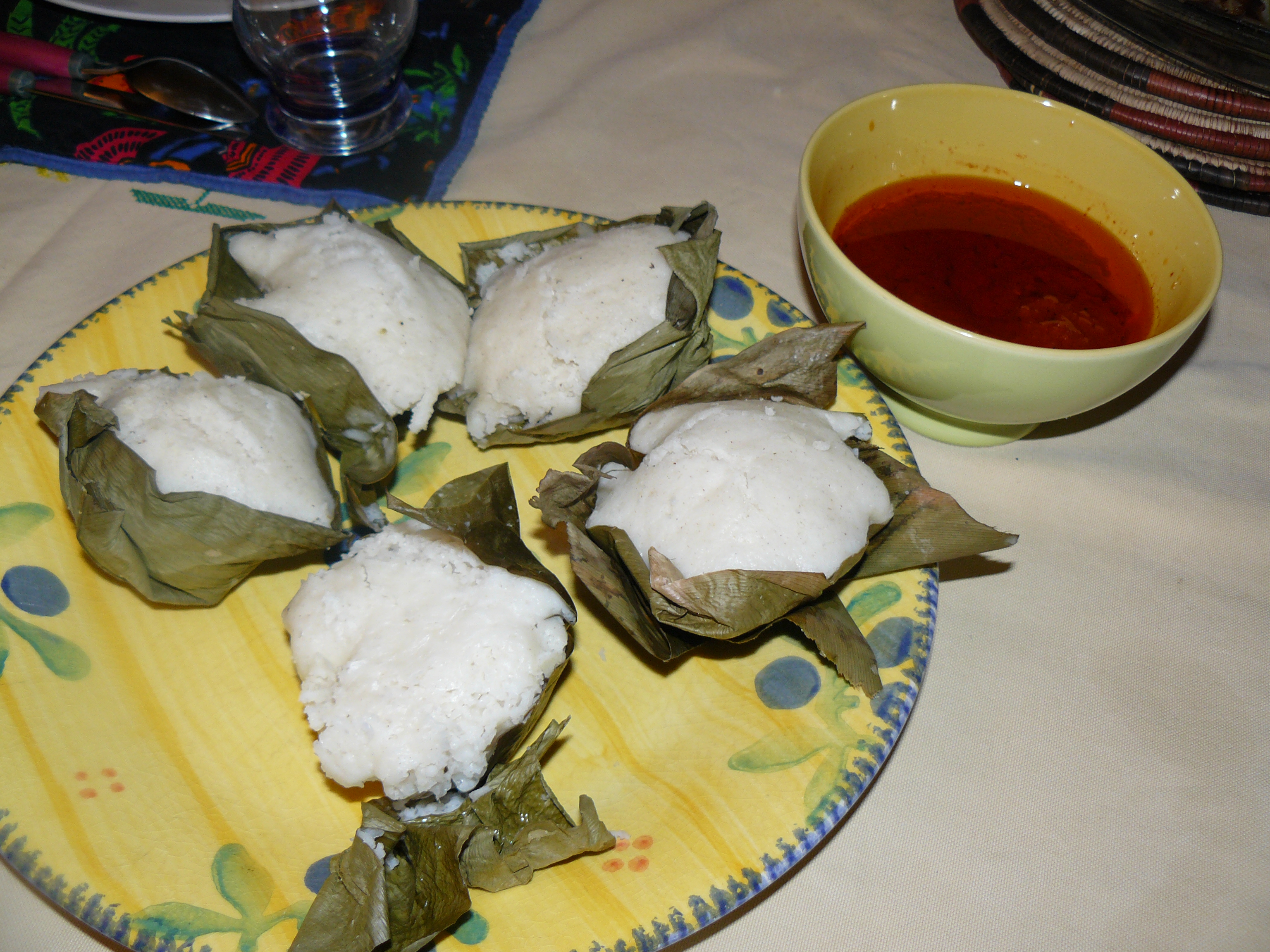
Togo, cinq ablos de maïs dans l'assiette du repas.

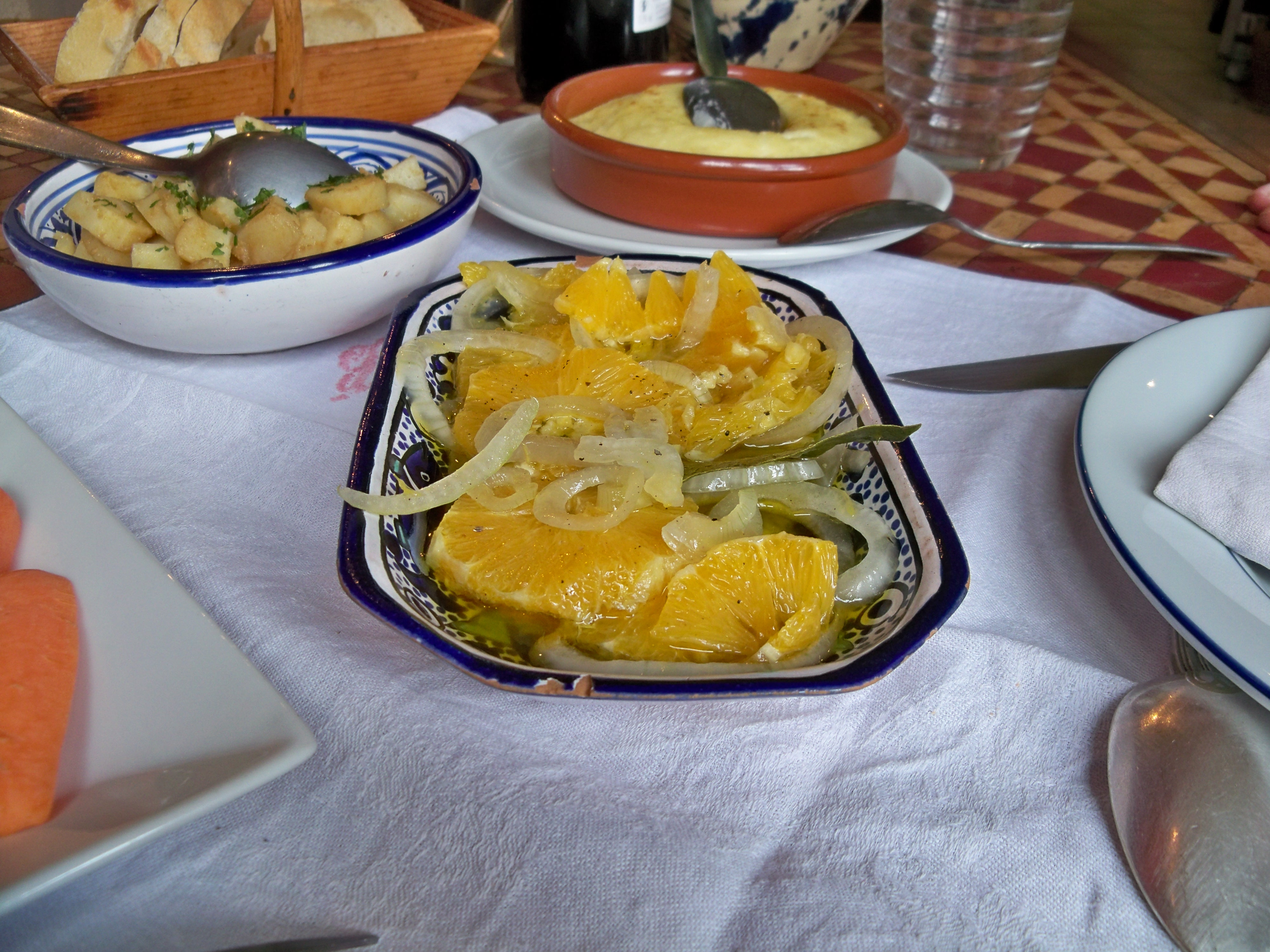
Andalousie, salade d'oranges, oignons et huile d'olive.

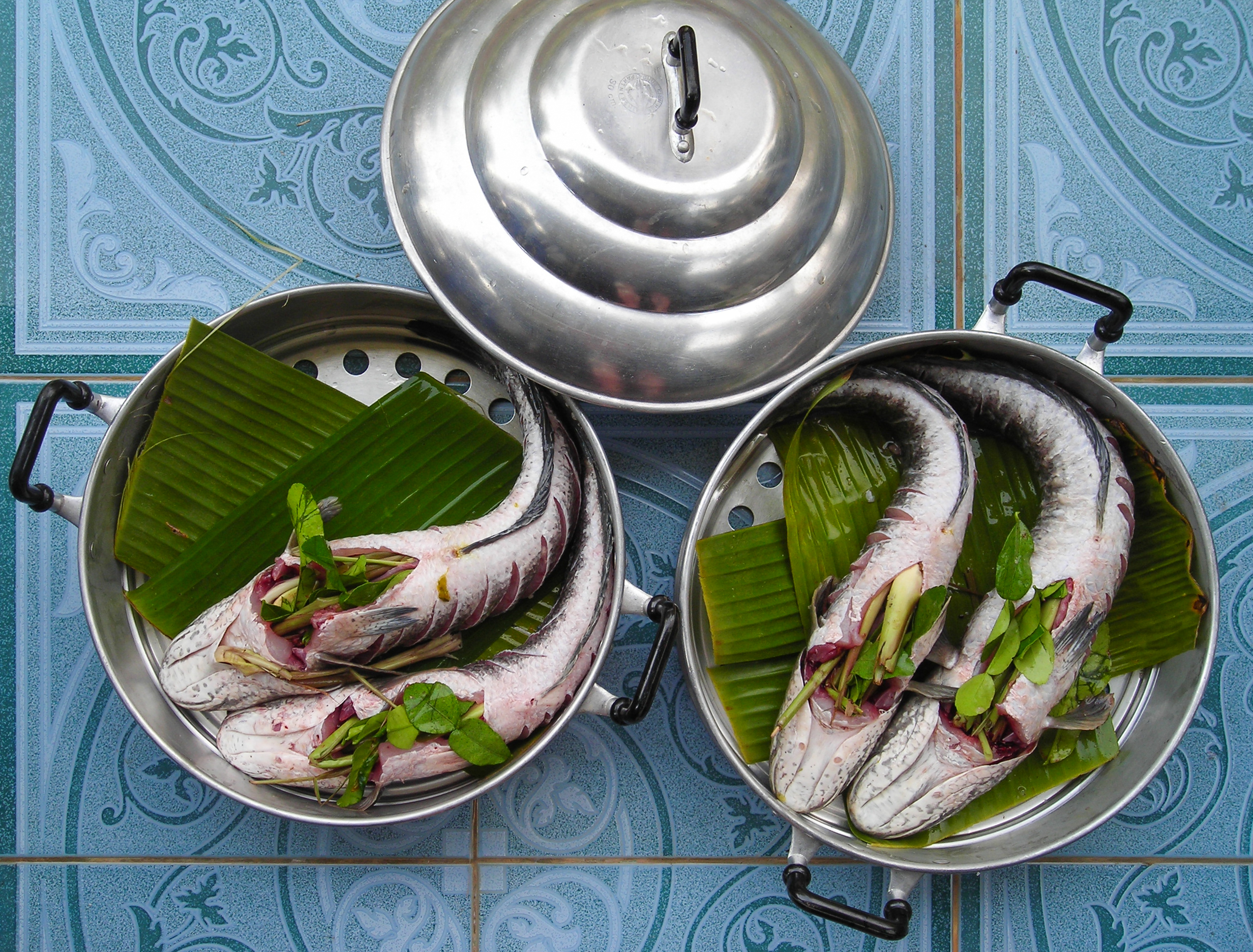
Thaïlande, Pae cha pashonn (poissons et légumes en marmite).

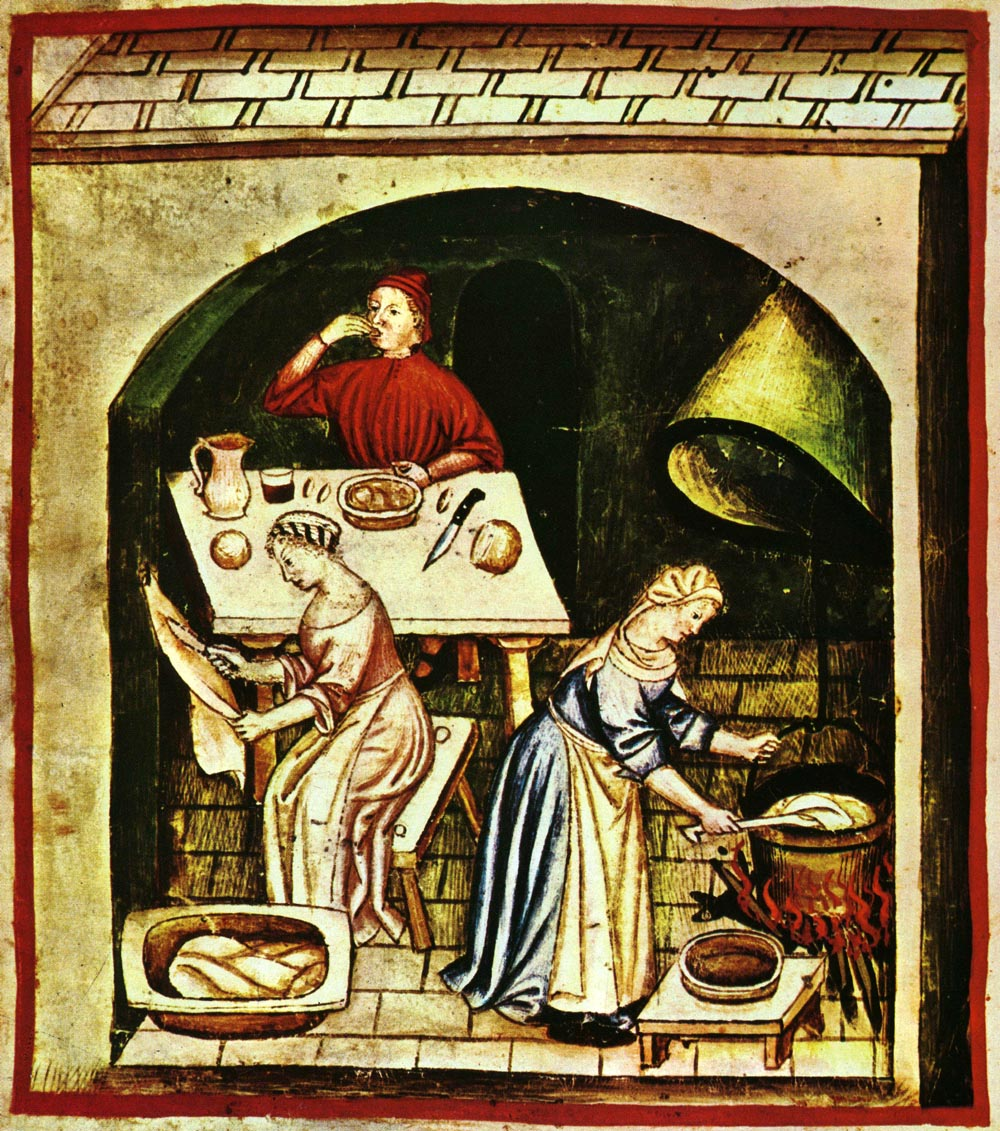
Planche 17 du Tacuinum Sanitatis (XIVe siècle).

Chaque peuple, nation ou civilisation a développé, à partir des ressources naturelles locales, mais, aussi, du caractère de chaque société, de l'évolution sociale, des traditions, des interactions, des cuisines différentes. Les mouvements de peuples à travers l'histoire ont provoqué des mélanges et des évolutions de la cuisine. Par exemple, la cuisine européenne a été enrichie par les apports des Croisés de retour des Croisades et bouleversée par les produits rapportés d'Amérique aux XVe et XVIe siècles, qui sont rentrés dans la tradition européenne (tomate, dindon, pomme de terre, etc.).
Au XVIIe siècle s'élabore la grande cuisine française qui devient un « art » et se diffuse dans ce qu'on appelle à l’époque le monde civilisé. Avec la colonisation européenne quasi-mondiale de la fin du XIXe siècle, le standard de la cuisine européenne a semblé s'imposer. Dans les années 1970 se développe la nouvelle cuisine, qui laisse la place une dizaine d'années plus tard à, « d'un côté, la mise en concurrence de hautes cuisines nationales de plus en plus nombreuses et, de l'autre, l'affrontement de la cuisine technico-conceptuelle avec la cuisine dite “supernaturelle”. Ce qui donne lieu, à chaque fois, à de beaux affrontements entre néophiles et néophobes ». Après 1980, l'introduction en cuisine des matériels provenant des laboratoires de chimie, physique ou biologie a engendré la "cuisine moléculaire" (nommée ainsi seulement en 1999), qui s'est imposé surtout avec la crise de la vache folle. Puis, depuis 1994, la technique de la "cuisine de synthèse" a commencé à se développer, engendrant un nouveau style nommé "cuisine note à note". 
À la fin du XXe siècle, les cuisines se sont métissées à partir des apports du monde entier (world food (en)), tandis que les grandes cuisines non européennes ont à leur tour pénétré les pays occidentaux (cuisine algérienne, cuisine marocaine, cuisine antillaise, cuisine mexicaine, cuisine chinoise, cuisine indienne, cuisine japonaise, etc.). La mondialisation conduit ainsi à des cuisines transnationales avec l'internalisation (en) de la consommation alimentaire de masse.
À partir des textes conservés ou recopiés depuis l'Antiquité, à partir des objets retrouvés lors de fouilles archéologiques et, plus récemment grâce à la carpologie, nous pouvons avoir connaissance de la cuisine des peuples de la Préhistoire, de la Protohistoire, de l'Antiquité — notamment dans l'Égypte antique, la Grèce antique et la Rome antique — et des Européens au Moyen Âge.
Les reconstitutions de recettes de mets tels qu'ils existaient à l'époque font partie de ce qu'on a appelé, au XXe siècle, la « cuisine historique ».

### Cuisine dite «traditionnelle»

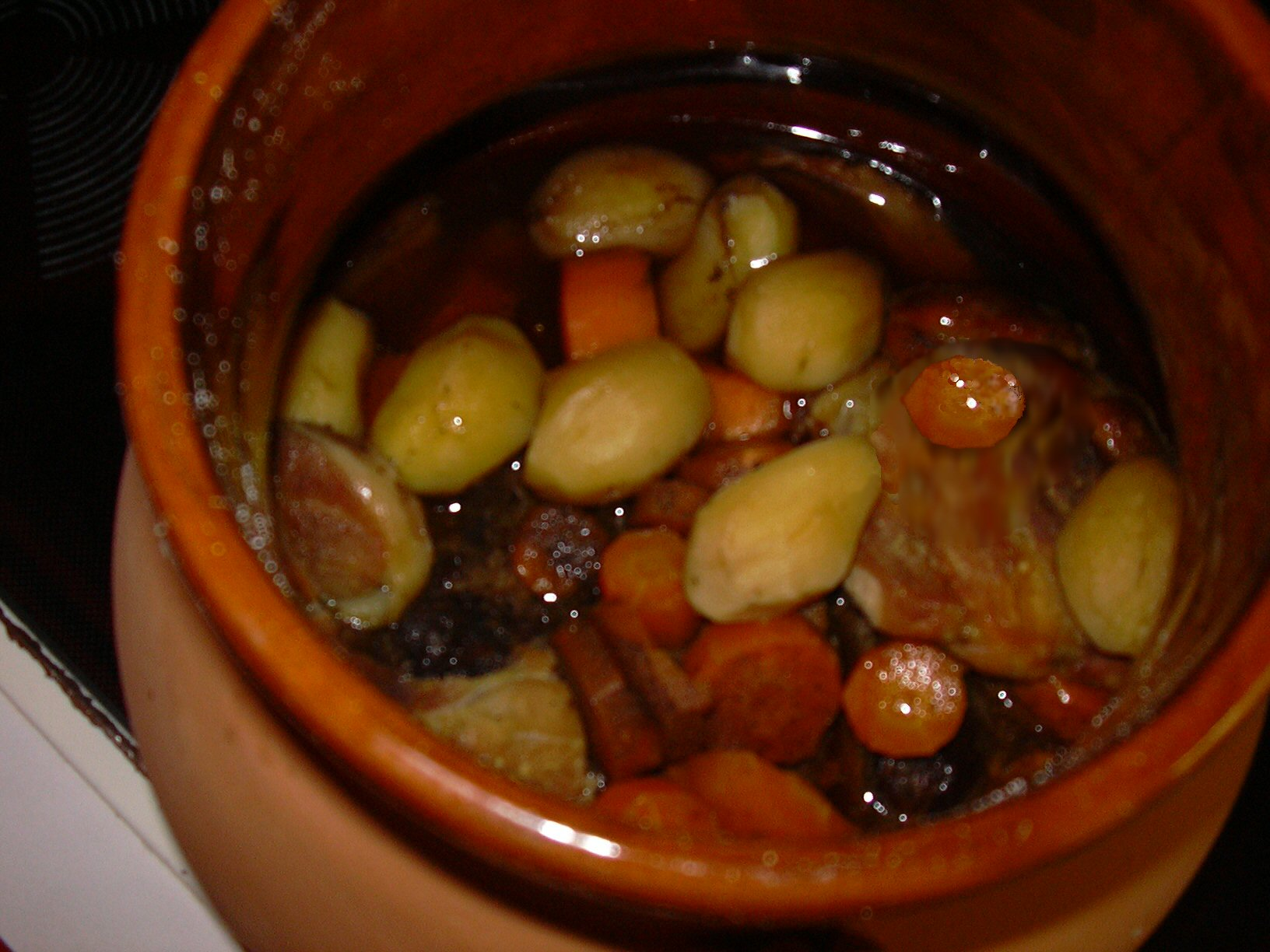
Une daube dite « traditionnelle ».

La cuisine traditionnelle est la préparation de mets en adéquation avec la production agricole - un terroir-, donc de la tradition culinaire, d'une vallée, d'une contrée, d'un pays.
Elle consiste, en un lieu, à mettre en préparation des produits alimentaires du terroir et de saison, correspondant à ce dit lieu dans des recettes dites « classiques » plus ou moins complexes (par exemple : la choucroute alsacienne, la potée auvergnate, la ratatouille en été, la charcuterie, etc.). Cette cuisine est pratiquée dans les ménages, dans les lieux commerciaux de restauration se voulant « traditionnels », mais aussi par certaines chaînes de restauration.
En termes de restauration professionnelle, « cuisine traditionnelle » indique que toutes les opérations (de la réception des matières premières au service à table) s'effectuent dans une unité de temps, de lieu et d’action. « Cuisine sur place » en est le terme synonyme.
Cette définition est toute théorique. De nombreux restaurants utilisent cet argument publicitaire qui n'a pas de définition et d'obligation juridique. Cuisine traditionnelle ne veut pas obligatoirement dire « fait maison ». Seulement 5 % des restaurants en France feraient du fait maison.

### Cuisine d'apparat

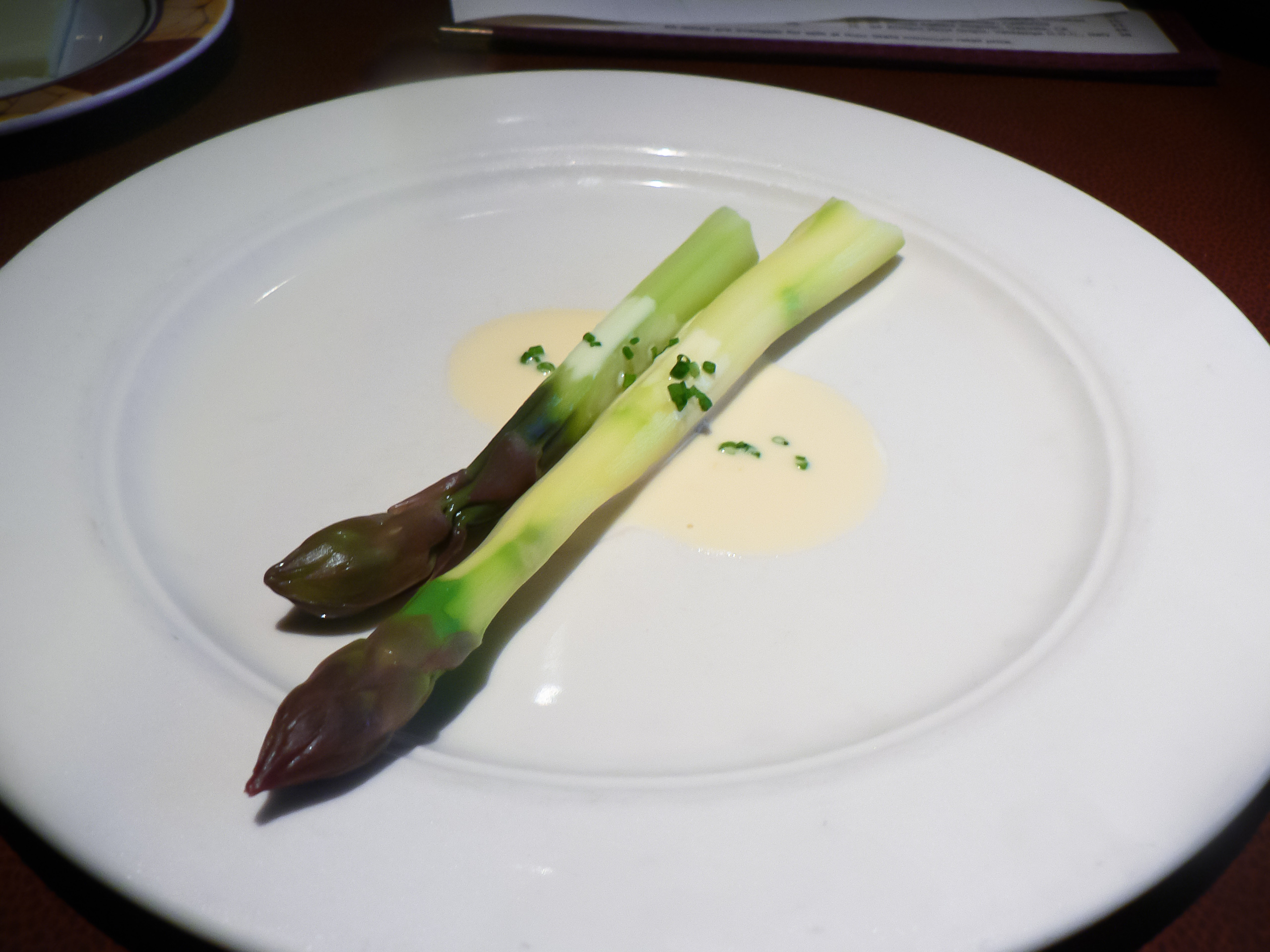
Asperges de Lauris, accompagnées d'une sauce au beurre blanc.

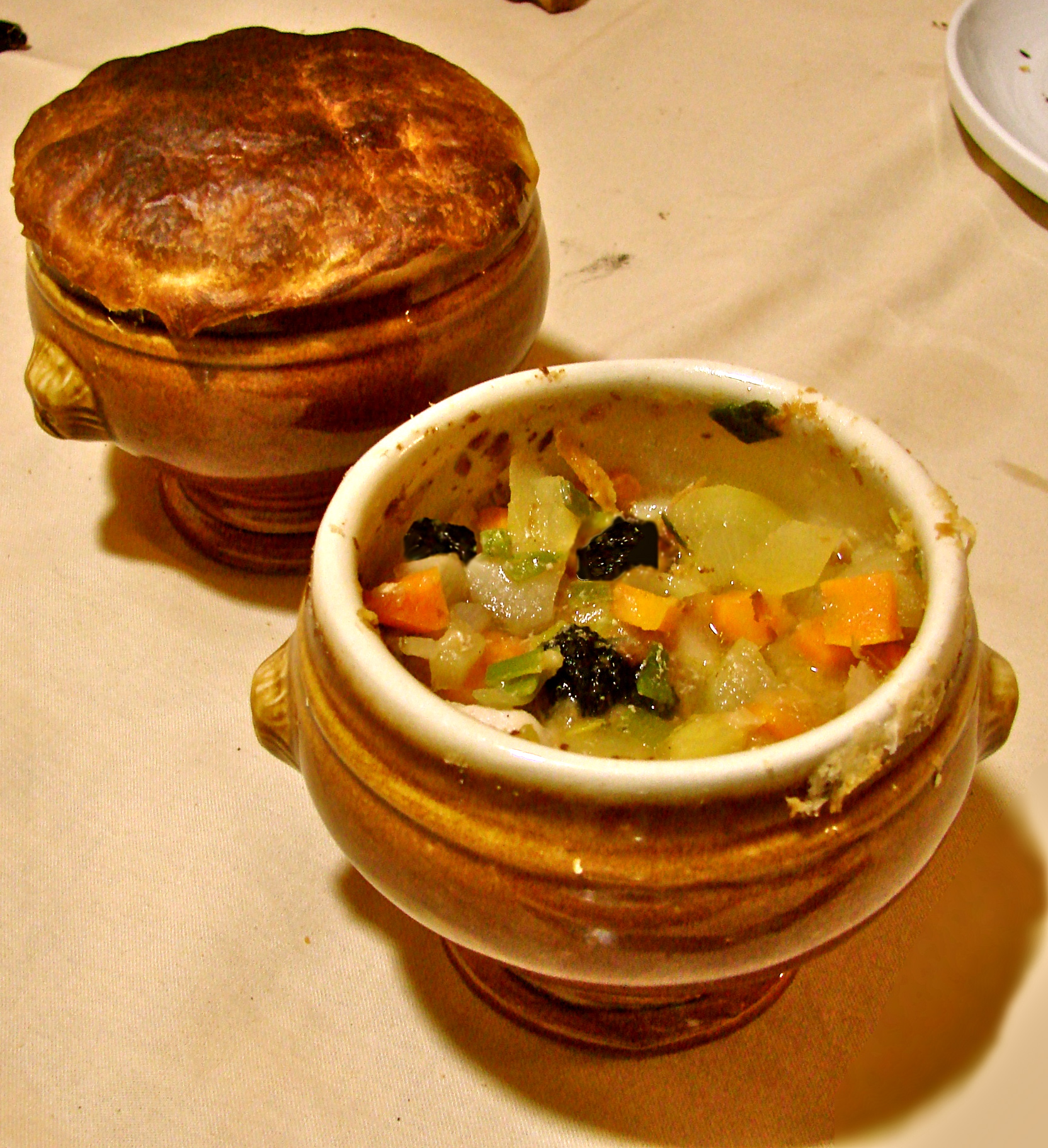
Soupe aux truffes noires VGE.

Si cette cuisine est souvent coûteuse, c'est qu'elle est le symbole d'une restauration de qualité et qu'elle nécessite des investissements importants. Elle est censée utiliser exclusivement des produits bruts de première fraîcheur, et souvent des produits dits « nobles » (par exemple : truffe, caviar, foie gras, etc.). Elle peut être servie sous forme d'un menu « dégustation », qui propose aux convives de nombreux mets servis en quantité limitée, pour leur permettre de découvrir une grande variété de goûts différents sans pour autant atteindre la satiété avant la fin du service.

### Nouvelle cuisine

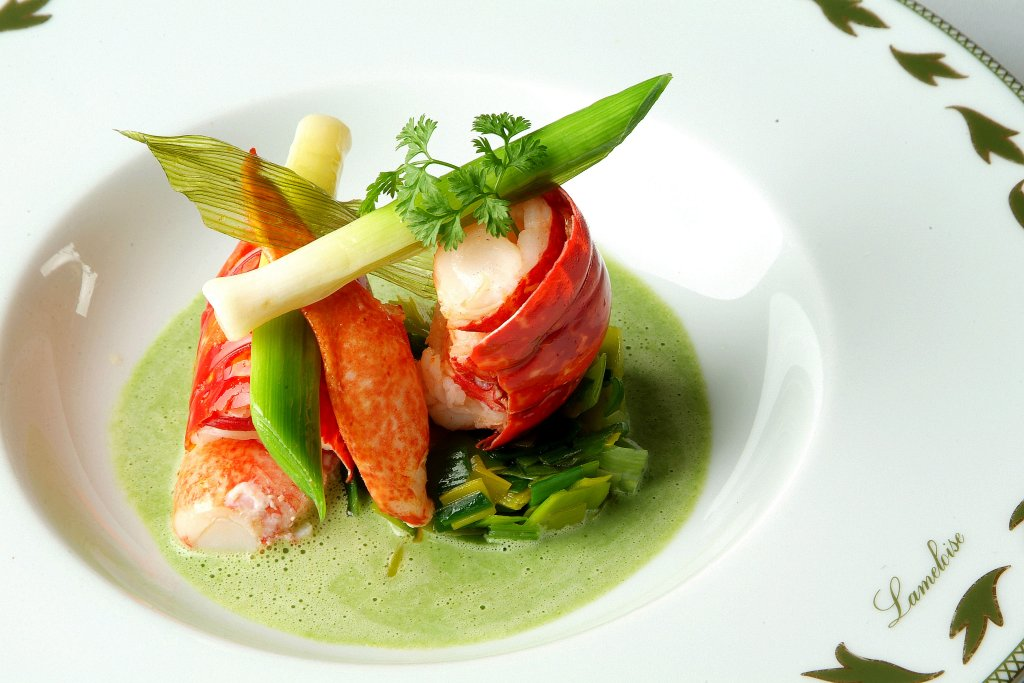
Escabèche d'écrevisses sur gaspacho d'asperge et cresson, chez Jacques Lameloise.

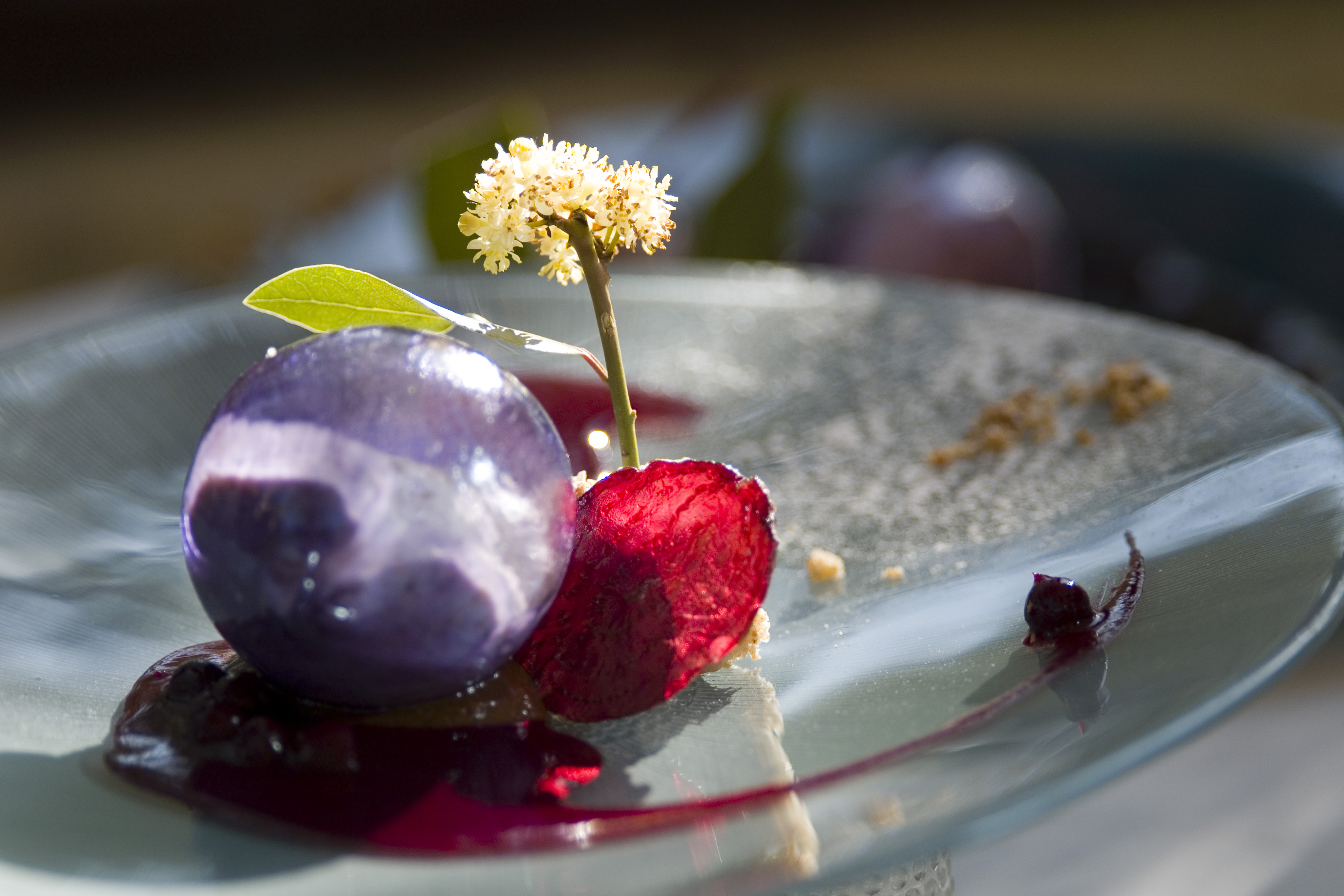
Betterave soufflée en sucre, un des mets emblématique d'Édouard Loubet.

L'appellation « nouvelle cuisine », utilisée déjà au XVIIIe siècle pour traduire le rejet d'anciennes traditions, réapparaît en 1973 dans l'article « Vive la nouvelle cuisine française », du Nouveau Guide Gault et Millau.
La nouvelle cuisine privilégie les cuissons courtes, les sauces légères ; elle rejette épices et marinades qui peuvent cacher le goût des produits ; de même conteste-t-elle l'association devenue stéréotypée des produits (viande et vin rouge, poisson et vin blanc, etc.) ; elle prône l'inventivité quant à l'utilisation de nouveaux produits, quant aux modes de cuisson et de présentation.
Elle connaît des détracteurs dans le grand public qui juge souvent les portions trop congrues, mais influence l'évolution de la gastronomie dans le monde.
Une version « allégée » est la cuisine minceur.

### Cuisine moléculaire

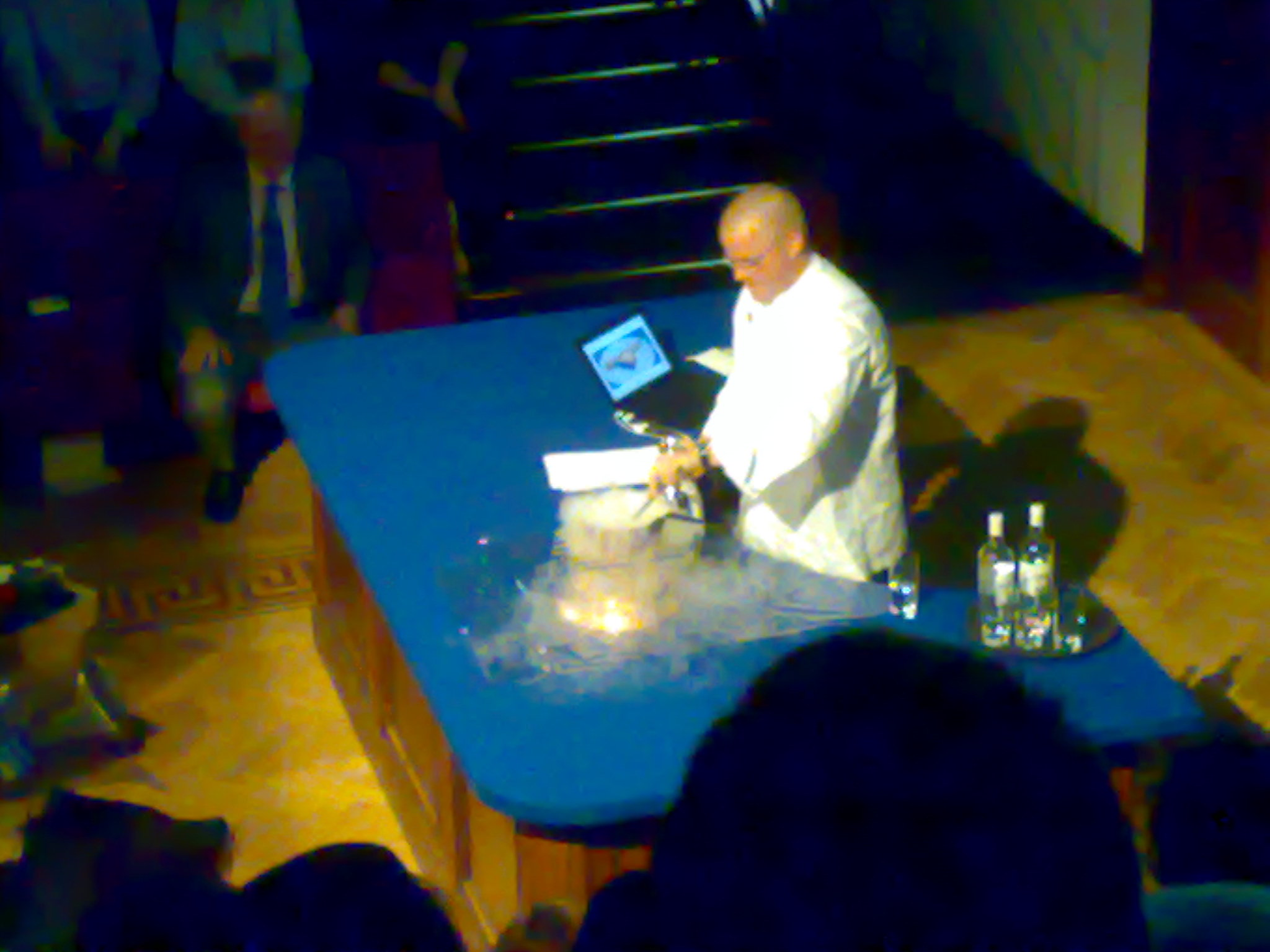
Heston Blumenthal en démonstration.

La gastronomie moléculaire et physique étudie les phénomènes se produisant lors des transformations culinaires. Cette discipline scientifique étudie les "définitions" données par les recettes, ainsi que les "précisions culinaires" (terme qui regroupe les dictons, on-dit, trucs, astuces, tours de main, et plus généralement toutes les informations techniques qui ne relèvent pas des définitions. 
Elle a comme première application technique la technique culinaire moderne qui a été nommée "cuisine moléculaire" en 1999, et qui a consisté à introduire en cuisine des équipements venus des laboratoires, plus adaptés, comme les thermo-circulateurs, pompes, siphons, évaporateurs rotatifs, trompe à ultrasons, ampoules à décanter, filtres, etc.
Exemples :
- cuisson d'un œuf à une température précise pour maîtriser la cuisson du blanc et du jaune (voir "oeuf parfait") ;
- fabrication instantanée de sorbet en versant de  l'azote liquide  dans des jus de fruits, et autres recettes de cuisine à l'azote.

### Cuisine note à note
La cuisine note à note fut imaginée par Hervé This en 1994. La cuisine moléculaire introduisait de nouveaux ustensiles, de nouvelles techniques et « optimisait » la cuisine traditionnelle, qui n'avait pas connu de transformation depuis plusieurs siècles. La cuisine "note à note", elle, se fonde sur l'utilisation de composés aussi purs que possible pour construire des plats. Cuisiner note à note, c'est combiner astucieusement ces "notes gustatives" pour travailler précisément les caractéristiques d'un plat, la saveur, de l'odeur et de la texture des aliments.

### Cuisine solaire

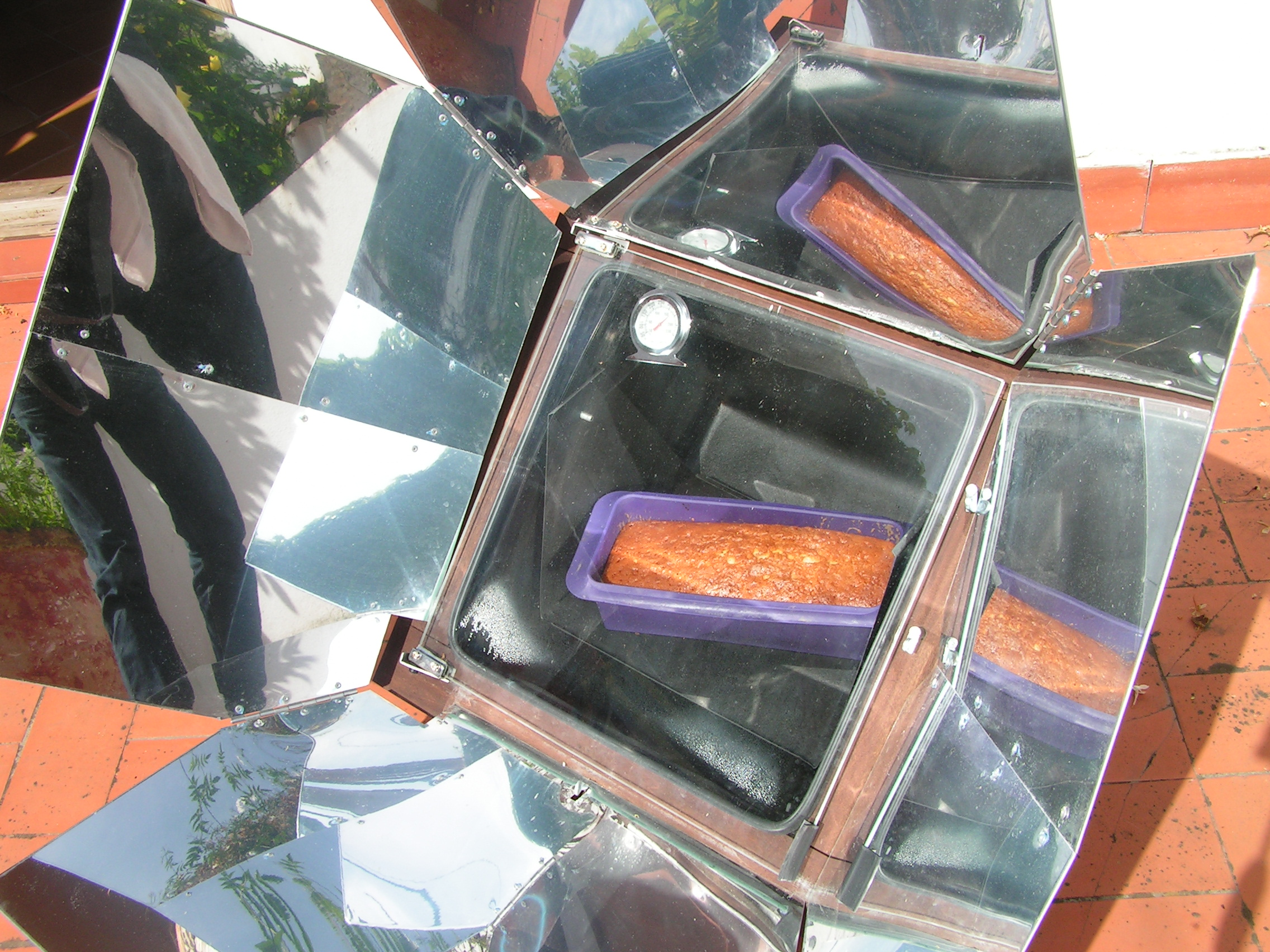
Four Global Sun Oven.

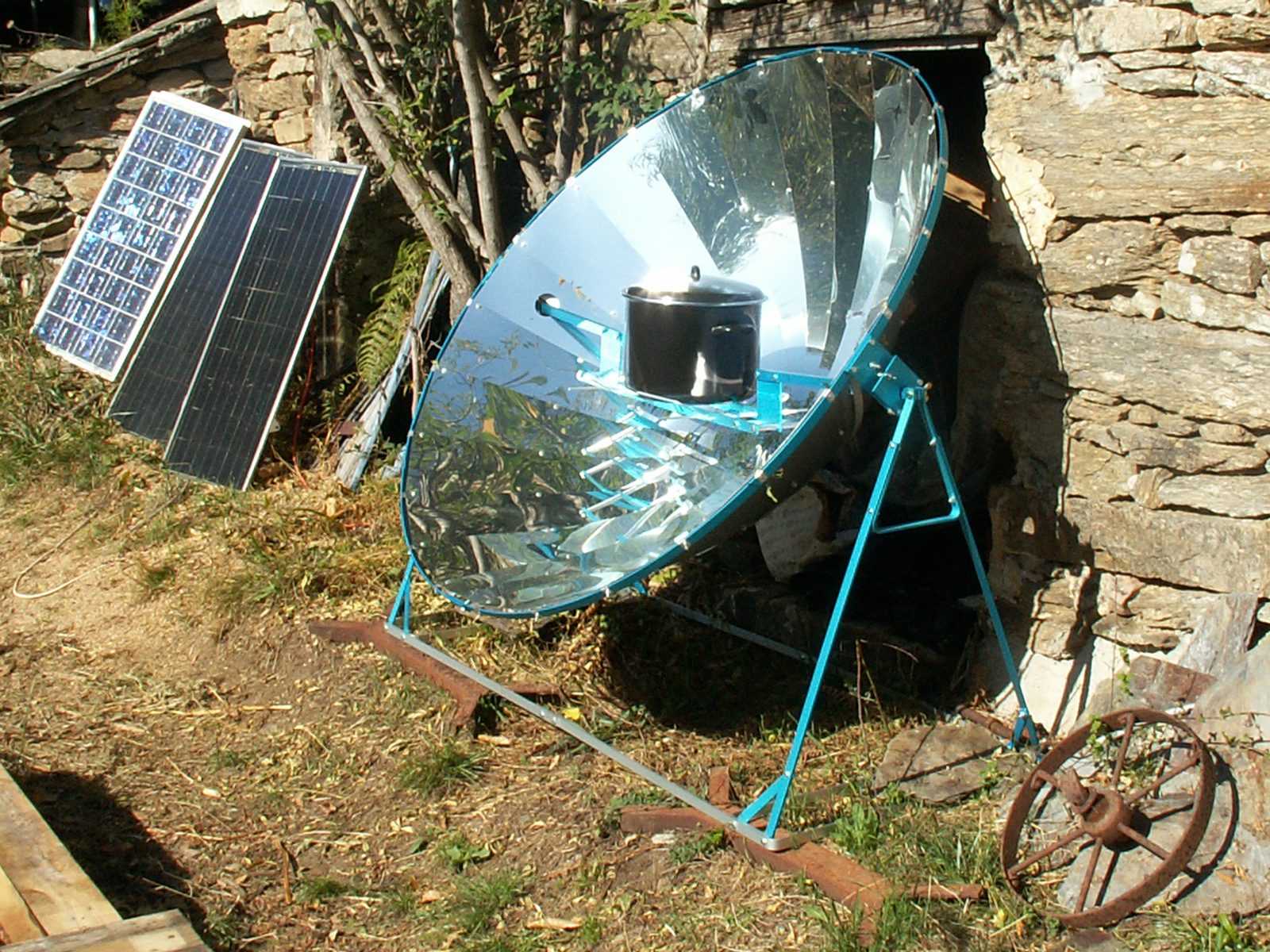
Cuisiner avec le soleil.

Apparue dans les années 1970, la cuisine solaire consiste à préparer des plats à l'aide d'un cuiseur ou d'un four solaire. Les petits fours solaires permettent des températures de cuisson de l'ordre des 150 °C, les paraboles solaires permettent de faire les mêmes plats qu'une cuisinière classique à gaz ou électrique.

### Le conditionnement

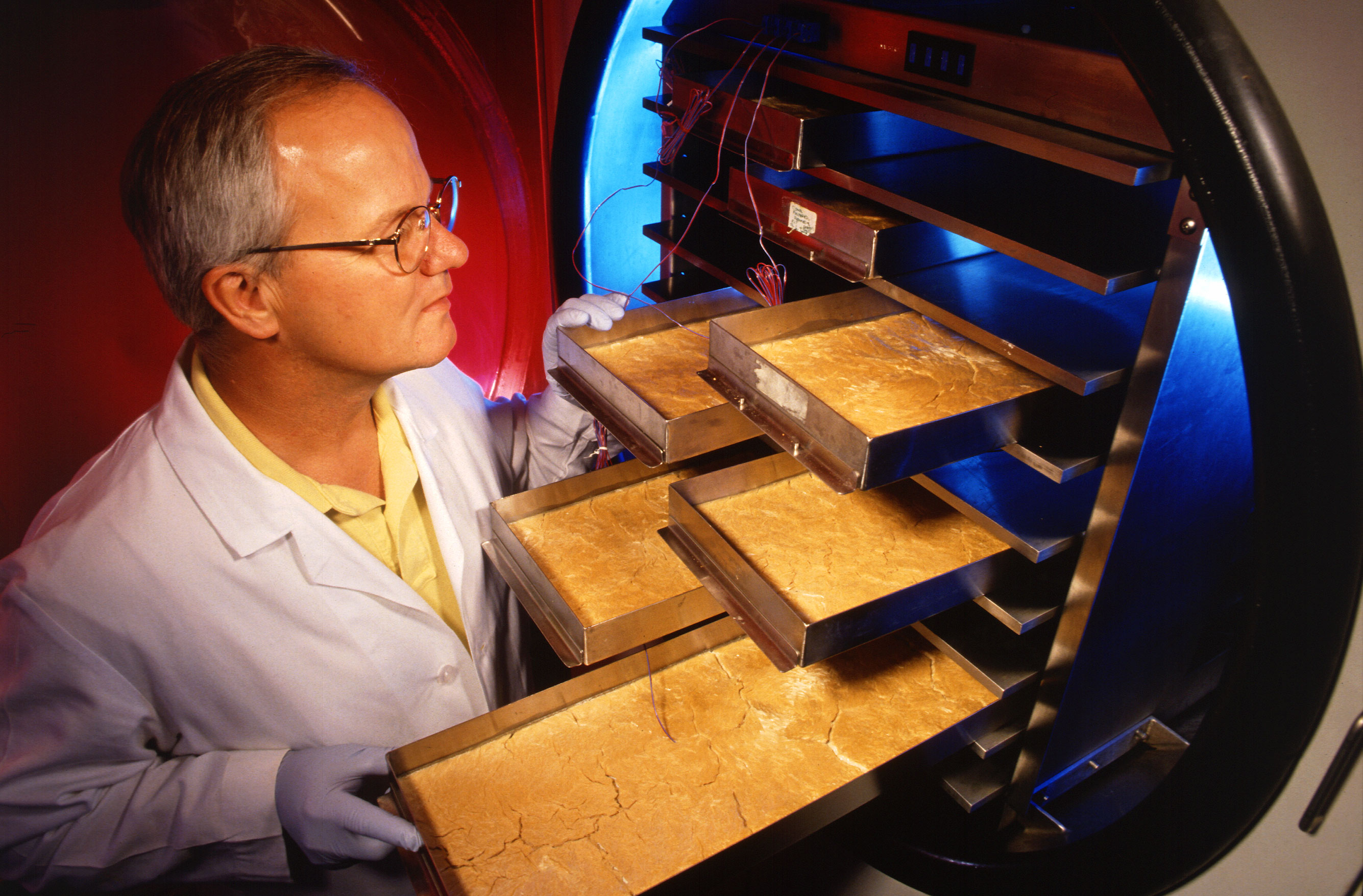
Machine à lyophiliser.

La préparation des aliments peut s'effectuer selon différentes méthodes, basées pour la plupart sur le principe de la limitation d'une partie du liquide d'un aliment. On peut citer parmi les principaux procédés :
- la réduction qui consiste à faire évaporer une partie du liquide d'un aliment à feu doux, pour lui donner une consistance plus épaisse et/ou renforcer son arôme (par exemple : purée de tomates, de légumes…) ;
- le séchage (par exemple : le poisson, le jambon et certains fromages en Italie (scamorza) ;
- la déshydratation (par exemple : les pommes de terre pour purée, les soupes toutes prêtes…) ;
- la lyophilisation (par exemple : le café).

Cette phase de préparation est appelée « conditionnement pour stockage et conservation ».

### La sélection et l'achat des aliments
Le type de cuisine dépend des ingrédients à disposition du cuisinier, mais aussi des habitudes culturelles et religieuses vis-à-vis de certains aliments (telles que le fait de ne pas manger de porc, ou d'appliquer certaines techniques de préparation des aliments de façon qu'ils soient kasher ou hallal).
Pour devenir partie intégrante d'un mode d'alimentation, un aliment devra être facilement disponible (facile à récolter ou à produire en quantité suffisante), d'une qualité adaptée aux besoins humains, et éventuellement bon marché.
Cependant, l'homme se nourrit non seulement par obligation (pour assurer le développement et le maintien de son organisme), mais aussi par plaisir. Par conséquent, un aliment devra souvent avoir en plus des qualités gustatives, lesquelles pourront être perçues différemment selon les sociétés. Se nourrir est aussi un acte social : certaines personnes cherchent à éviter de manger certains aliments porteurs d'une image dévalorisante (tels que les rutabagas ou l'huile de colza, après la Seconde Guerre mondiale) et, au contraire, recherchent des aliments plus rares et plus chers (tels que le foie gras ou le caviar), voire dangereux (le fugu), et rivalisent d'imagination pour préparer les aliments de façon complexe, appétissante et visuellement attractive.
La cuisine est également le support et la manifestation de positions religieuses, voire politiques. Ainsi, certaines habitudes culturelles ou certaines religions ont-elles posé des tabous sur certains aliments (la vache dans l'hindouisme, le porc chez les musulmans et les juifs), ou sur certaines préparations culinaires (comme la séparation de la viande et des produits laitiers issus d'un animal dans la cuisine juive).

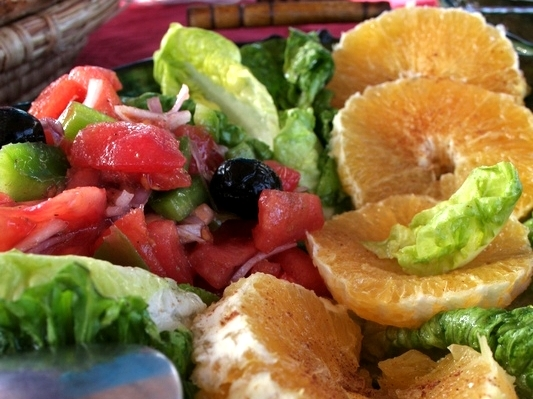
Salade marocaine.

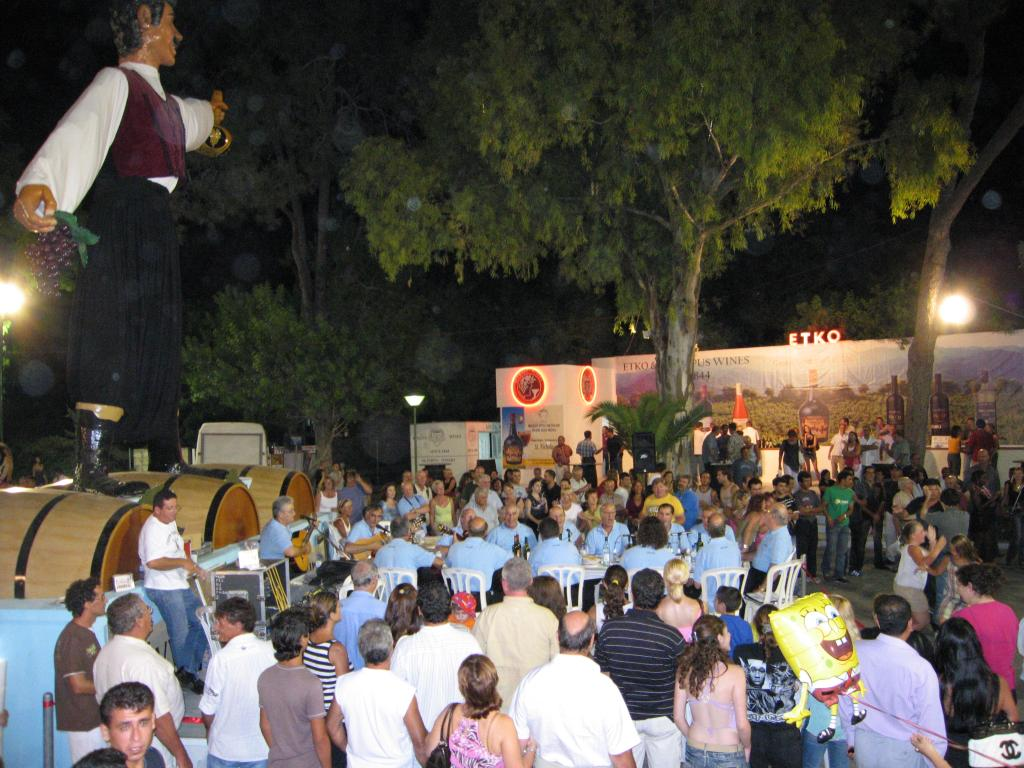
Banquet nocturne au festival du vin de Limassol à Chypre.

Le refus de consommer des aliments d'origine animale (par les végétaliens ou les végétariens) relève souvent d'un choix éthique, de même que le souhait de non-violence vis-à-vis des animaux, ou celui de ne pas imposer un trop fort impact environnemental à la biosphère (la production d'un kilogramme de protéines animales étant plus chère d'un point de vue énergétique que la production d'un kilogramme de protéines végétales). Ces positions sont souvent défendues par les écologistes (voir aussi macrobiotique).
Les aliments et les modes de préparation choisis sont également fonction des principes que veut suivre le consommateur : dans les pays industrialisés, la demande en aliments garantis du point de vue de la sécurité alimentaire (d'où le développement des labels), d'aliments produits selon les principes de l'agriculture biologique, ou d'alicaments, a été croissant au cours des dernières décennies (voir aussi consumérisme).
Le choix initial des aliments dépend donc de très nombreuses variables. Longtemps, le premier facteur fut celui de la disponibilité de l'aliment :
- dans l'espace : par exemple, la consommation de viande de mammouth dans une écorégion située au nord de l'Europe ou de blé dans le Croissant fertile ;
- dans le temps : les aliments n'étant pas disponibles en permanence, les périodes de récolte donnent lieu aux fêtes des moissons en été, ou fêtes des vendanges à l'automne ; la fin de l'hiver est aussi souvent synonyme de période de disette (soudure alimentaire) et, en ces occasions, toutes les ressources alimentaires sont mobilisées.

Les habitudes et techniques culinaires se sont forgées d'une part autour des aliments collectés par la cueillette, par la pêche, ou produits par l'agriculture ou l'élevage, mais aussi autour des combustibles disponibles (bois, charbon).
Aujourd'hui, pour la majeure partie de l'humanité, les aliments utilisés pour la cuisine sont avant tout issus du jardinage ou de la culture vivrière. Ils sont essentiellement d'origine locale. Selon la biodiversité des régions, les aliments sont plus ou moins variés.
Dans les pays industrialisés, la plupart des aliments utilisés en cuisine sont achetés dans des commerces de proximité ou des supermarchés. Il s'agit parfois d'aliments directement issus de la production, ou d'aliments déjà partiellement transformés, voire prêts à consommer. Dans ce dernier cas, la cuisine se réduit essentiellement à réchauffer l'aliment. La majeure partie de ces aliments est au minimum lavée et traitée pour une meilleure conservation (voir additif alimentaire). Une petite partie de la population produit cependant ses propres aliments, par le biais du jardinage, ou les achète directement au producteur, dans les fermes ou dans des échoppes, le long des routes. Ces aliments sont soit directement consommés, soit conservés par mise en bocal ou congélation.

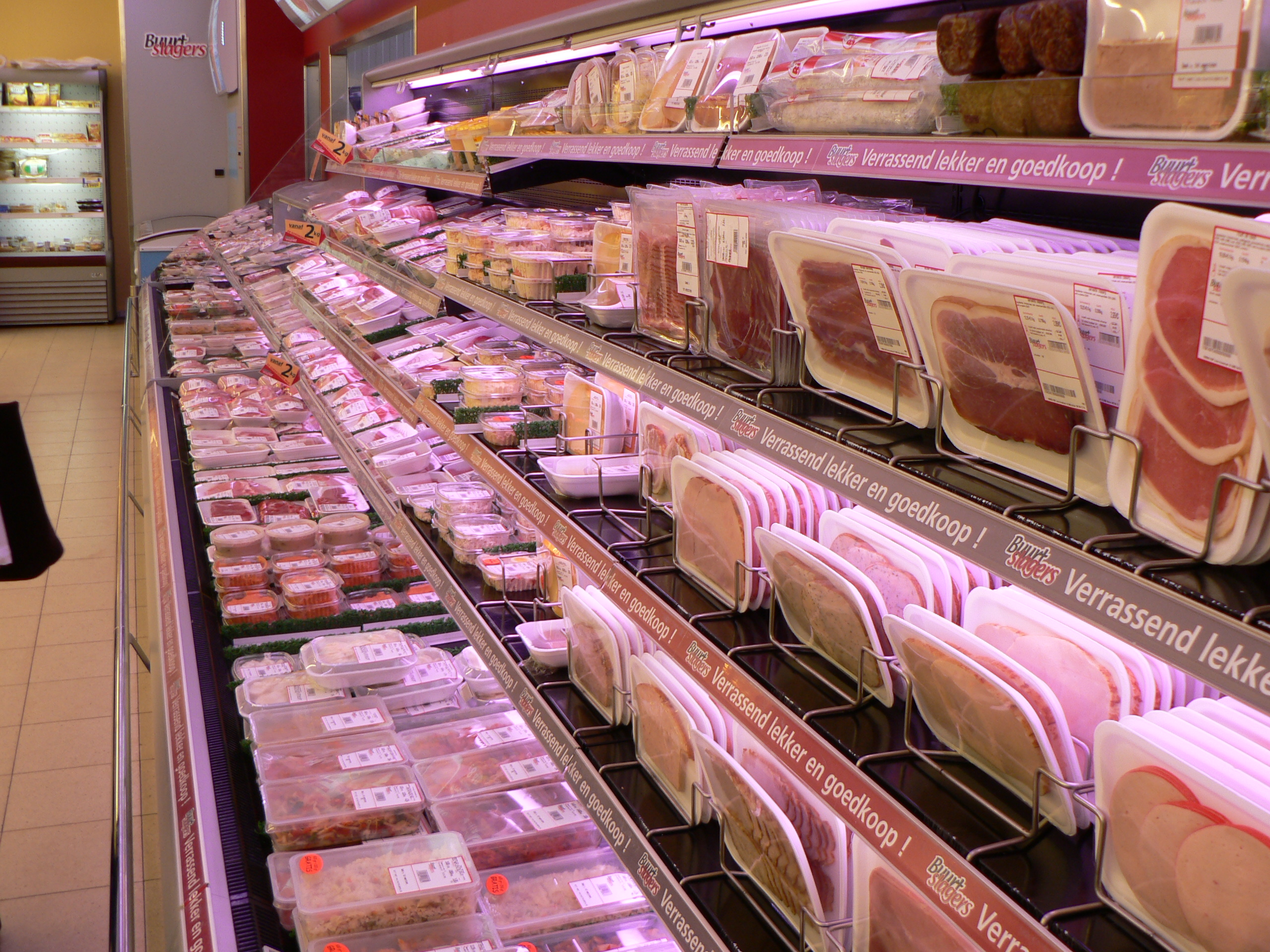
Rayon des viandes d'un supermarché à Deerlijk, Belgique.

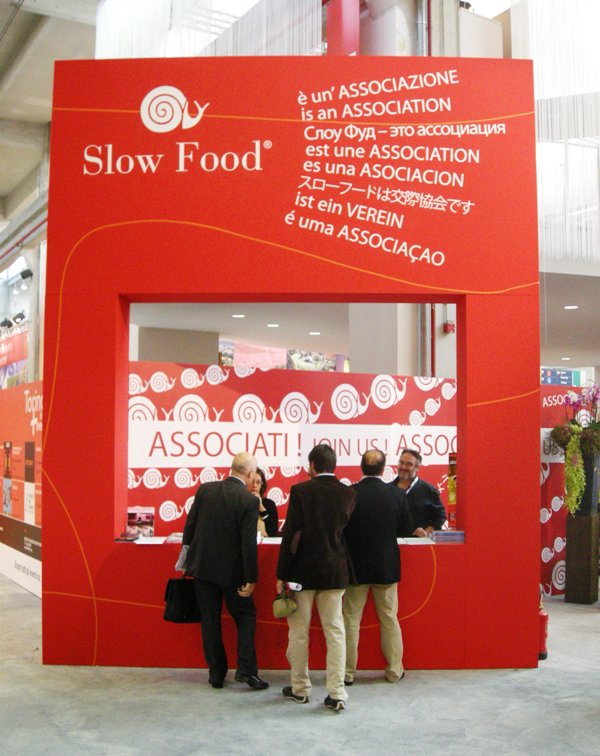
Stand de Slow Food au salon du goût à Turin.

En raison de la multiplication des échanges planétaires, les populations situées dans les zones économiquement favorisées bénéficient à présent d'une très grande variété d'aliments, et ce à tout moment de l'année. Le fruit, auparavant disponible uniquement à certaines périodes, peut maintenant être trouvé toute l'année sur les étals, grâce à sa production dans des serres chauffées, dans d'autres pays plus au sud, ou grâce à son transport aérien depuis l'autre hémisphère. Cette disponibilité permanente de certains aliments a bouleversé les habitudes alimentaires ainsi que de nombreux rites, tel que l'habitude d'offrir une orange en France et en Belgique pour Noël, l'orange étant devenue maintenant un fruit peu onéreux disponible tout au long de l'année (voir aussi consumérisme). Si certains se réjouissent de l'apparition d'une plus grande variété dans les produits alimentaires, et donc dans les préparations culinaires, d'autres regrettent la disparition des habitudes relatives au rythme des saisons, ou prônent l'aliment produit localement, moins coûteux sur le plan environnemental.
Enfin, dans les pays industrialisés, il est observé un abandon progressif de la consommation de certains aliments, victimes de phénomènes de mode, et « oubliés » de l'industrie agroalimentaire locale. Des mouvements, tels que Slow Food, visent à préserver la cuisine écorégionale, ainsi que les plantes, semences, les animaux domestiques et les techniques agricoles qui lui sont associées.

### Les modes de cuisson

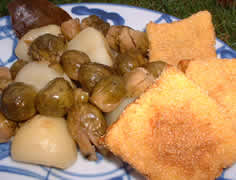
Petits panés aux choux de Bruxelles braisés.

Cuisiner implique presque forcément une cuisson. Les principales manières de cuire sont :
- bouillir : cuire un aliment dans un liquide bouillant ;
- en papillote : cuire un aliment enfermé dans du papier sulfurisé ou d'aluminium dans une source de chaleur (tel un four ou dans des braises) ;
- sous vide : cuire un aliment sous vide dans de l'eau bouillante ou au four vapeur ;
- vapeur : cuire un aliment dans un four vapeur ou dans un cuit vapeur sur le feu ;
- à l'anglaise : cuire un aliment dans un grand volume d'eau bouillante salée (légumes, sauf légumes secs et féculents) ;
- pocher départ à chaud : cuire des aliments (par exemple : poisson) dans un liquide frémissant (à la limite de l'ébullition) ;
- pocher départ à froid : cuire des aliments (par exemple : œufs, pommes de terre, etc.) dans un liquide, au départ froid, puis porté à ébullition ;
- étuver : cuire dans un récipient clos, en utilisant la vapeur d'eau qui se dégage des aliments ;
- braiser : cuire un aliment au four, à couvert, avec une garniture aromatique et un peu de liquide ;
- mijoter : cuire lentement en maintenant la cuisson à la limite de l'ébullition, à tout petit feu ;
- sauter : cuire avec de la matière grasse dans une poêle, un sautoir, une sauteuse, à feu vif ;
- poêler : cuire à couvert un aliment au four avec une garniture aromatique après l'avoir fait revenir ;
- frire : cuire un aliment en l'immergeant dans une grande quantité d'huile (un bain d'huile) très chaude (souvent à 180 °C) ;
- griller : cuire un aliment en le soumettant à la chaleur directe, sur un gril ou une poêle à griller ;
- rôtir : cuire un aliment à four chaud ou à la rôtissoire, à découvert, sans contact direct avec la source de chaleur et en arrosant de matière grasse pendant la cuisson.

Manières de cuire auxquelles il faut ajouter « réchauffer » qui, parfois, permet de terminer une cuisson interrompue volontairement ou non, et « blanchir », qui est une précuisson destinée à ramollir l'aliment ou en extraire des substances indésirables.

### Gamme des produits
Les denrées alimentaires sont classées en catégories ou « gammes ». Ce sont dans l'ordre :
1. produits bruts dits « traditionnels » : viande en carcasse, poissons non parés, légumes non préparés, etc. ;
2. produits appertisés (conserves) ;
3. produits congelés et surgelés ;
4. produits végétaux (fruits, légumes, herbes) crus et frais, ayant subi une préparation qui les rend prêts à l'emploi ;
5. végétaux pasteurisés, présentés sous plastique ou sous vide et conservés au froid. On y ajoute parfois les PCA (Plats cuisinés à l'avance) frais, appertisés ou surgelés ;
6. produits en poudre, ionisés ou lyophilisés.

### La préparation du plat

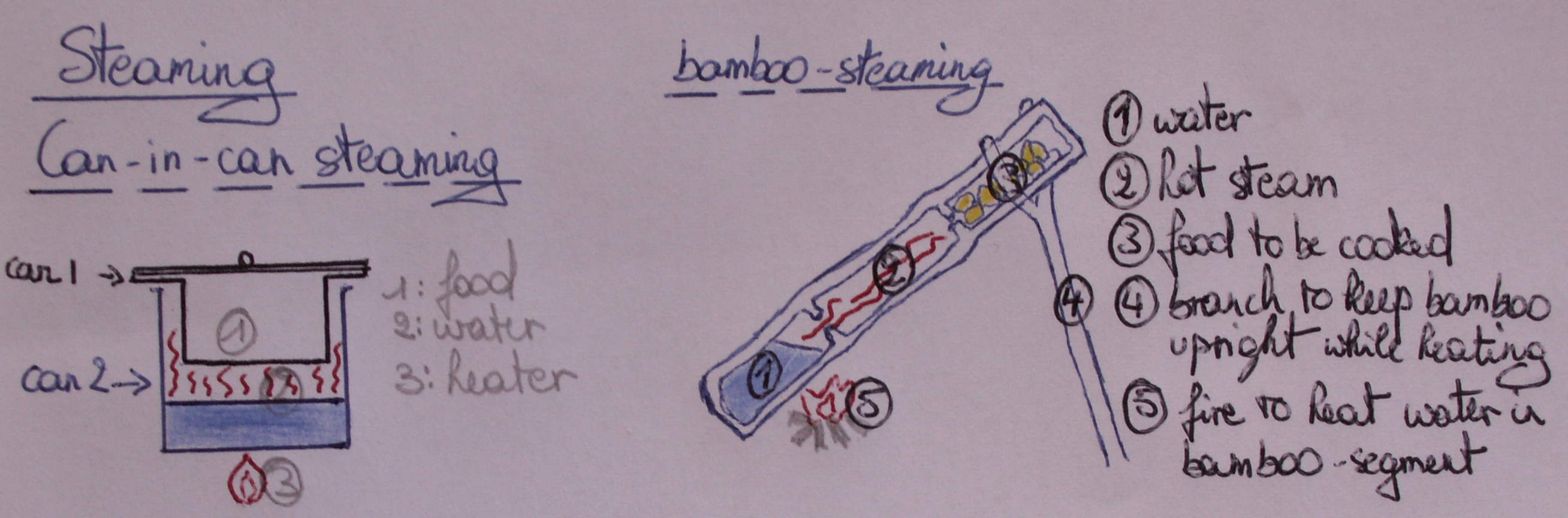
Schéma de deux techniques de cuisson à la vapeur à utiliser quand on est en pleine nature (Peter Darman, The Survival Handbook).

La cuisine permet de préparer des mets à base de viandes, de poissons, de légumes, de fruits, de céréales, etc. ou de mélanges de ces aliments.
Certaines préparations sont crues, d'autres sont cuites. Certaines sont salées, d'autres sucrées, d'autres encore sucrées-salées. Elles peuvent être solides, liquides, mousseuses, crémeuses. Certaines se mangent froides, d'autres tièdes et d'autres chaudes.
Selon les recettes et les circonstances, la consommation des mets peut être immédiate ou différée. La réalisation des recettes peut se faire à partir de produits bruts, de produits semi-préparés ou préparés.

#### Cuisine de terminaison

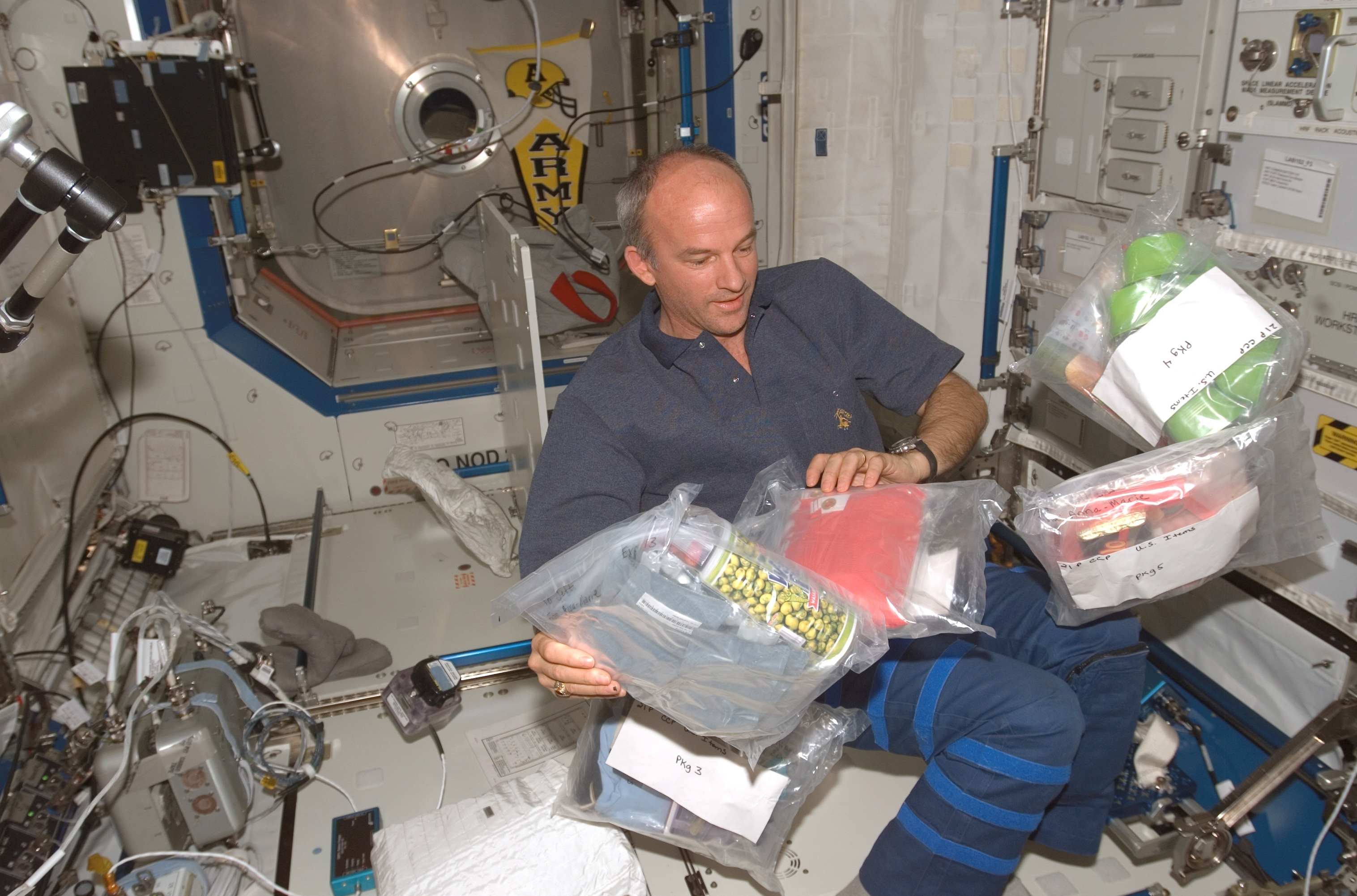
L'astronaute Jeffrey Williams décompacte les sacs contenant des aliments.

La cuisine de terminaison, ou cuisine terminale, se différencie de la cuisine traditionnelle par l'utilisation de produits préparés, ou semi-préparés, dans l'industrie agroalimentaire, transportés par liaison. Le chef ne procède plus qu'aux opérations de remise en température, grillades, fritures et dressage des plats. Ce mode de cuisine ne nécessite qu'une faible qualification du personnel.

#### Cuisine d'assemblage

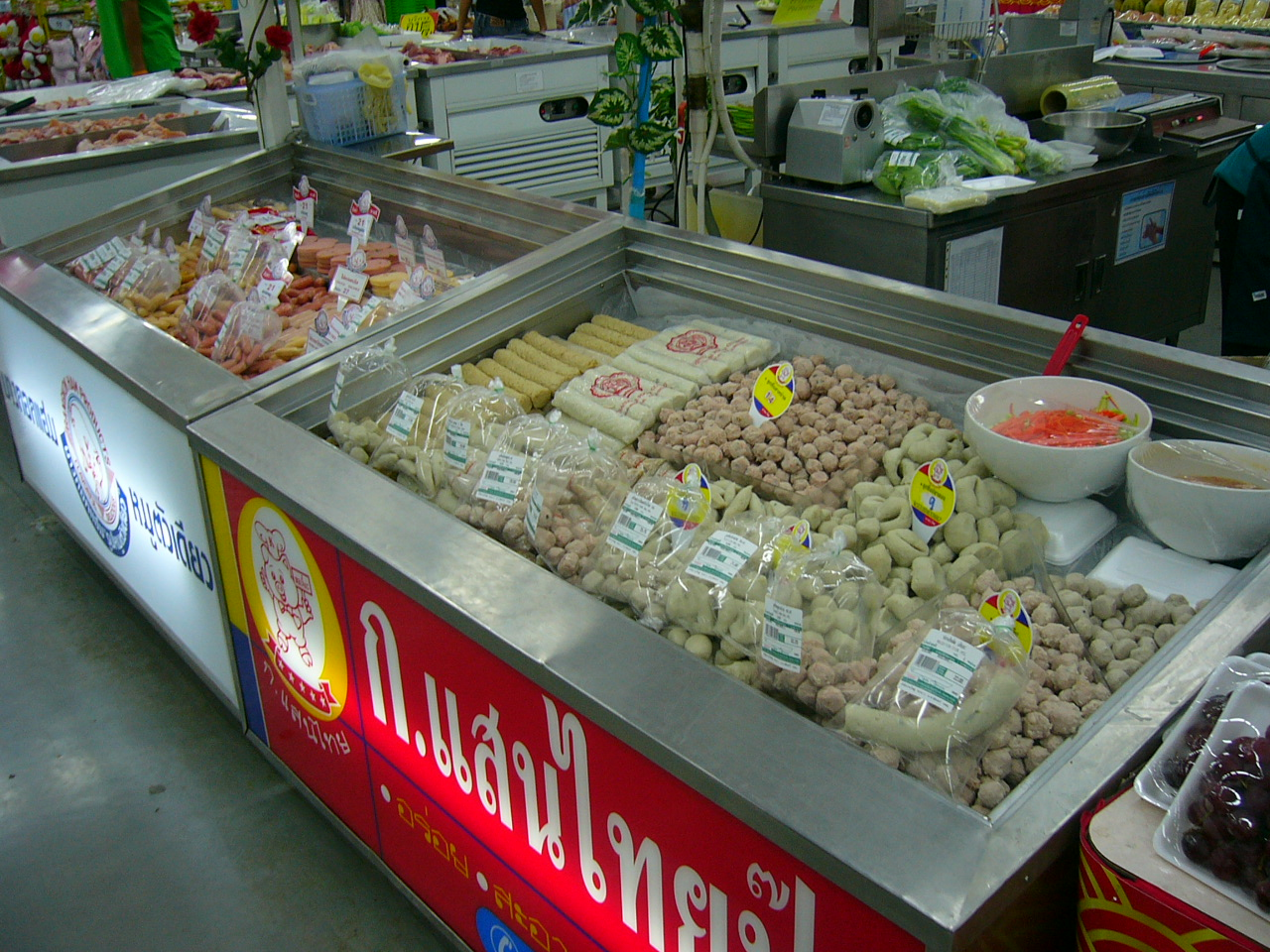
Produits semi-préparés.

La cuisine d'assemblage se différencie de la cuisine traditionnelle par l'utilisation de produits préparés, ou semi-préparés, dans l'industrie agroalimentaire et qui sont assemblés par le cuisinier, selon la recette choisie, au moment de la consommation. Cette cuisine réduit fortement le travail du chef. C'est la finition d'un produit semi-élaboré (PAI : Préparation alimentaire intermédiaire).
La cuisine d'assemblage peut être produite en liaison froide maximum + 4 °C à j – 1, et être remise à température minimum + 65 °C à j 0 en chariot de régénération, pour le servir au client. Cette manière de production nécessite une bonne maîtrise des données quantitatives en amont, avec tous les intermédiaires des services liés à la cuisine. Cuisine produite en milieu hospitalier pour un risque minime lié aux normes HACCP.

#### Cuisine de composition
La cuisine de composition se différencie de la cuisine traditionnelle par l'utilisation, comme dans la cuisine d'assemblage, de produits préparés ou semi-préparés dans l'industrie agro-alimentaire. Ce qui la différencie de la cuisine d'assemblage, c'est le traitement par le cuisinier de la cuisson et de la finition des préparations. Le chef y garde donc un rôle plus important.

## Cuisine et société

### Ethnologie
Voir l'article détaillé : Nutrition

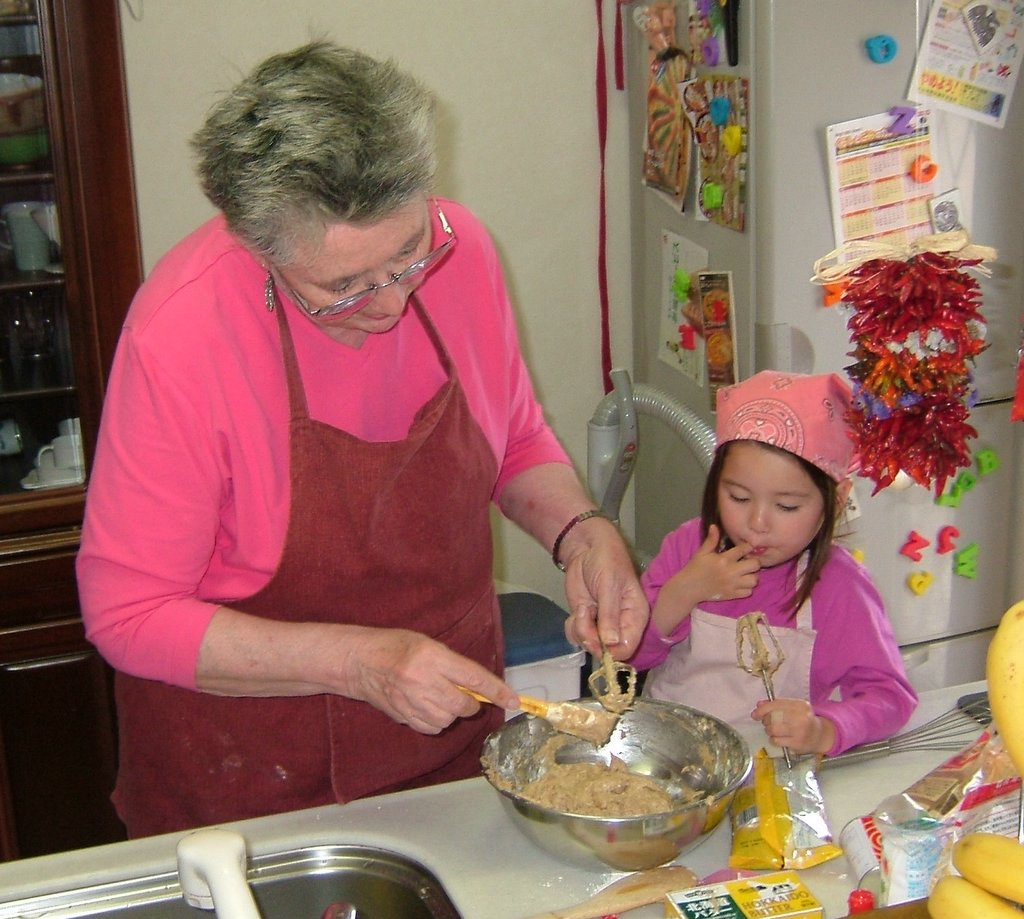
La cuisine, un lien traditionnel et intergénérationnel.

La cuisine est à l'origine une nécessité naturelle dans la mesure où, depuis la Préhistoire, l'être humain se nourrit d'une part d'aliments à l'état brut, tels que les graines ou les fruits, mais aussi d'autre part, d'aliments indigestes sans transformation préalable, telles que les viandes ou les tubercules, qu'il faut cuisiner pour les rendre comestibles.
Elle est aussi affaire naturelle, dans la mesure où elle se base sur les éléments de la nature à disposition des Hommes (fruits, légumes, céréales, animaux). Dans chaque région, sa forme traditionnelle dépend donc des conditions climatiques, de la faune et de la flore locale.
La cuisine est également une activité éminemment culturelle, liée aux traditions, aux savoir-faire locaux, etc. Elle suit des principes techniques, économiques et socio-culturels.
Elle tend donc à la fois à satisfaire des besoins biologiques, à créer un lien social et à procurer du plaisir. Comme le dit l'anthropologue Claude Lévi-Strauss,

« Répondant aux exigences du corps, déterminée dans chacun de ses modes par la manière dont ici et là, l'homme s'insère dans l'univers, placée donc entre la nature et la culture, la cuisine assure plutôt leur nécessaire articulation. Elle relève des deux domaines et reflète cette dualité dans chacune de ses manifestations. »

La cuisine a même été considérée comme un art.

### Un fait culturel
La cuisine contribue à façonner l'image d'un pays, sa culture, voire son attrait touristique. Elle est ainsi un facteur d'identité nationale et un élément de patrimoine culturel immatériel national pour certains pays (comme le Mexique, le Maroc, la France et l'Italie).
Partie prenante de la culture, la cuisine devient donc également un indicateur géopolitique. La diffusion d'une cuisine nationale dans le monde est ainsi un élément — moteur ou simple indicateur — du rayonnement d'une culture à travers le monde. On le voit avec la cuisine française aux XVIIIe et XIXe siècles, les cuisines américaine et italienne dans la seconde moitié du XXe siècle, la cuisine chinoise, la cuisine indienne ou la cuisine japonaise, aux tournants des XXe et XXIe siècles. À l'inverse, certaines grandes puissances n'ont jamais rayonné à travers leur cuisine (Grande-Bretagne au XIXe siècle, Allemagne et Russie au XXe siècle).

### Sociologie

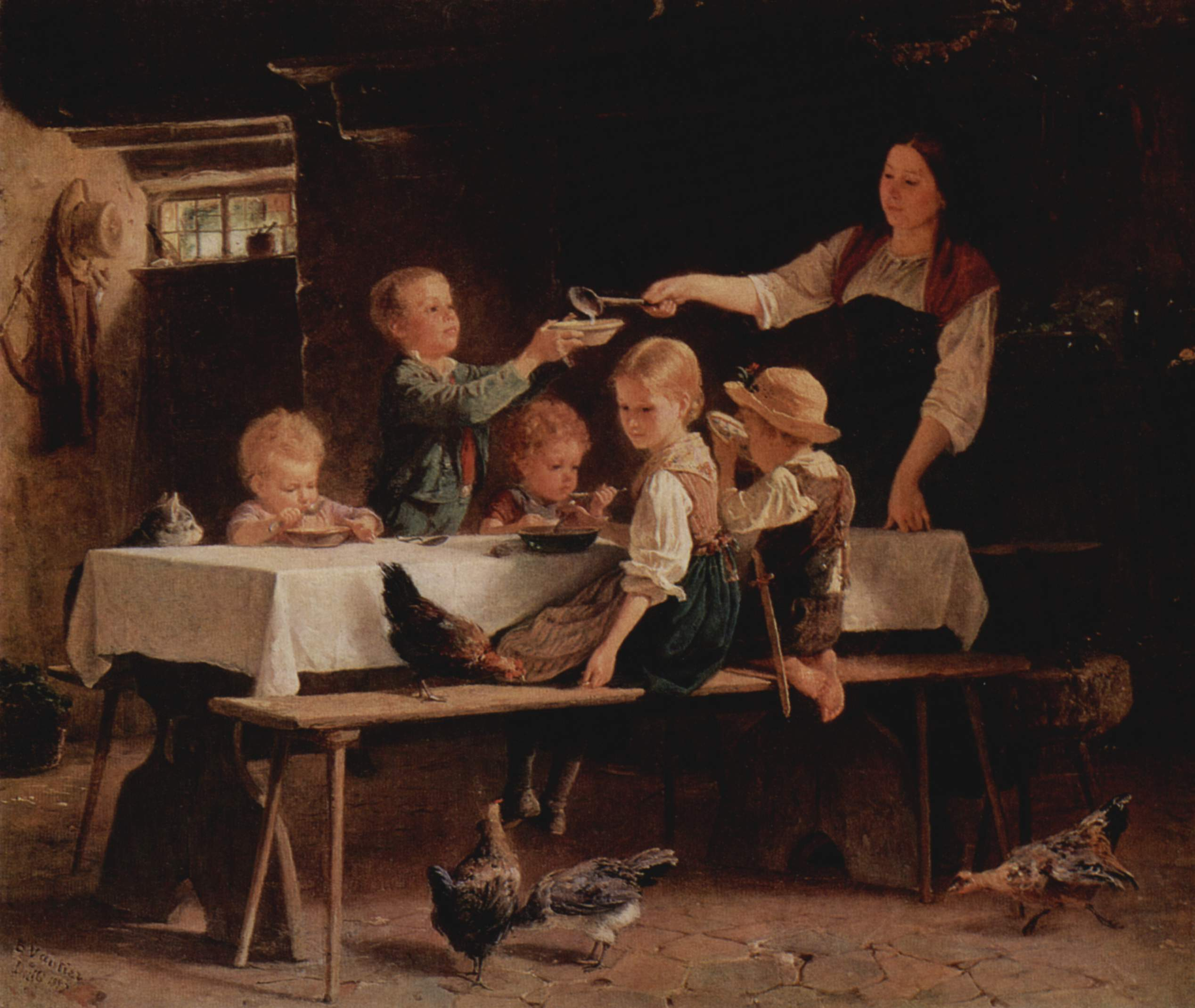
Scène de repas par Marc Louis Benjamin Vautier, 1857. Musée de l'Ermitage, Saint-Pétersbourg.

La cuisine, pratiquée avant tout au sein du foyer, a longtemps paru être un phénomène strictement privé. Elle s'étend cependant également sur la sphère sociale de plusieurs manières, tel que le club de restauration ou le social dining, dîner social ou dîner partagé.
La cuisine devient un hobby porteur des valeurs d'une société et révélateur de son évolution. Le succès du thème de la « bonne cuisine » en France dans les années 2000, à la suite de crises alimentaires très médiatisées (crise de la vache folle, etc.), à travers des émissions de radio et télévision (incarnées par des personnalités telles que Jean-Pierre Coffe), des ouvrages, des cours de cuisine, etc., constitue un trait sociologique majeur : retour aux valeurs traditionnelles, recherche d'« authenticité », repli sur la sphère privée.

### Politique
La cuisine est devenue à la fin du XXe siècle un enjeu de santé publique qui met en cause la malbouffe, la restauration rapide, l'obésité.
Dans les sociétés pluriethniques et multiconfessionnelles, les différents interdits alimentaires et revendications "traditionnelles" des peuples font de la cuisine un enjeu profondément politique. Cela concerne des sociétés occidentales comme en France, avec les nombreux débats autour de la présence ou non de produits halal ou kasher dans les cantines d'école publique,. L'Inde est un autre exemple, dans laquelle les différences de régime alimentaire induites par les différentes religions du pays peuvent provoquer des violences et des discriminations, notamment pour les restaurants de la minorité musulmane.

## La cuisine dans les arts

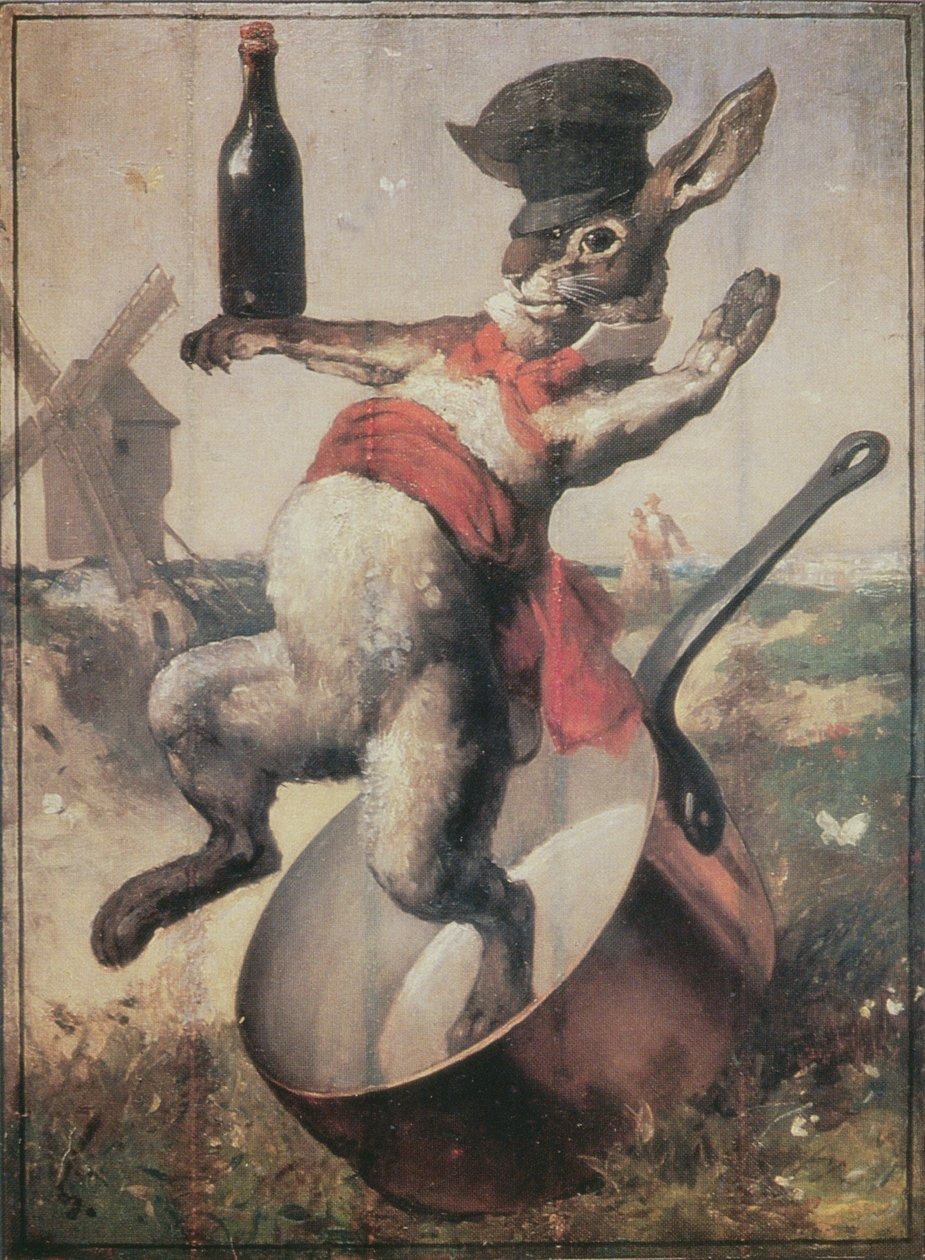
Le lapin agile, symbole de vin et cuisine.

### Cuisine et littérature

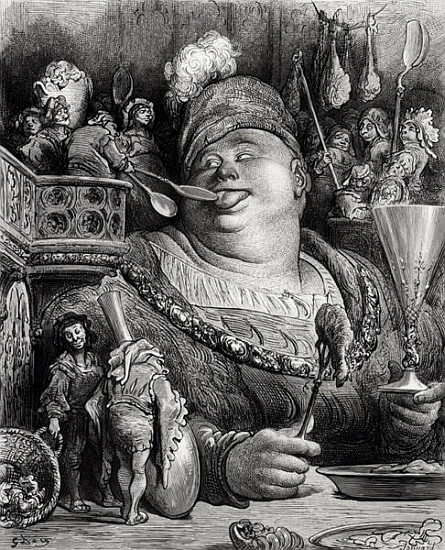
Le repas de Gargantua, par Gustave Doré.

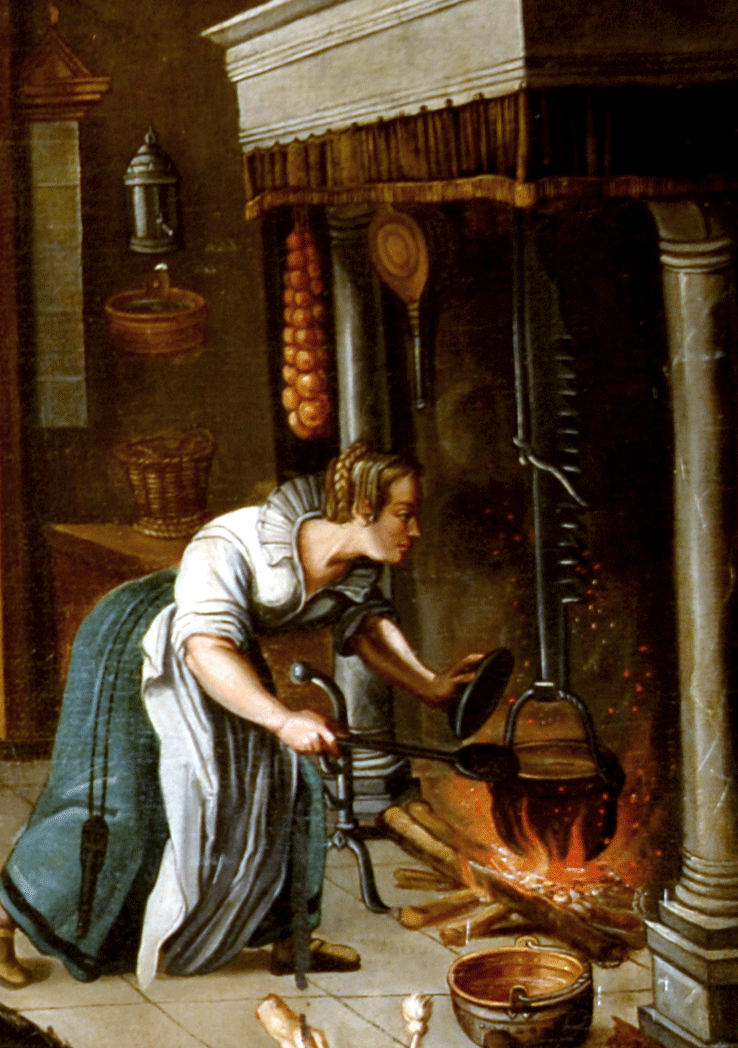
Jos Goemaere, détail du Christ chez Marthe et Marie, vers 1600. Une femme aux cheveux châtains tressés en couronne, habillée d’un corsage blanc aux manches retroussées et d’une longue jupe bleue protégée par un tablier blanc, est penchée vers l’âtre et soulève de la main gauche le couvercle de la marmite comme pour vérifier l’état de la cuisson ou pour remuer le contenu du récipient avec la longue cuiller en bois qu’elle tient de la main droite. Musée de la Gourmandise, Hermalle-sous-Huy.

La cuisine et la nourriture ont été abondamment traitées par la littérature de fiction. Certains romans en font un sujet central. On pense bien sûr à Rabelais, dont les noms des héros, Gargantua et Pantagruel, ont donné deux adjectifs : gargantuesque et pantagruélique, qui qualifient un repas aux quantités démesurées.
Honoré de Balzac (dit pour être amateur de copieux repas), donne dans Les Cent Contes drolatiques, écrits à la manière de Rabelais, force détails sur l'art de se bien nourrir. Son prologue annonce d'ailleurs les « nopces et festins », promis dans l'appendice à la Physiologie du goût, de Jean Anthelme Brillat-Savarin (1825). Il décrit aussi dans Splendeurs et misères des courtisanes (1847), les repas orgiaques consommés après-théâtre au Rocher de Cancale.
Dans Le Ventre de Paris, Émile Zola décrit la vie de l'ancien quartier des Halles où étaient vendues chaque jour des tonnes de victuailles venues de la campagne pour les habitants de la capitale…
Un auteur plus contemporain, Terry Pratchett, compare la cuisine à une folie romantique : « Sur ce site de cuisine, on se croirait dans un asile, la folie accompagne les fumets qui montent des marmites ».

### Cuisine et peinture
Représentés depuis l'Antiquité, les ustensiles de cuisine et les mets deviennent des sujets de peinture à part entière à travers la mode des natures mortes.
Fruits, légumes et poissons sont présents dans de très nombreuses peintures, mais il faut noter l'intérêt tout particulier des artistes pour les bœufs et les porcs écorchés (voir certaines œuvres de Chaïm Soutine).
Au XXe siècle, les peintres figuratifs et naïfs s'intéressent à nouveau à la cuisine et aux magasins d'alimentation.

### Cuisine et cinéma

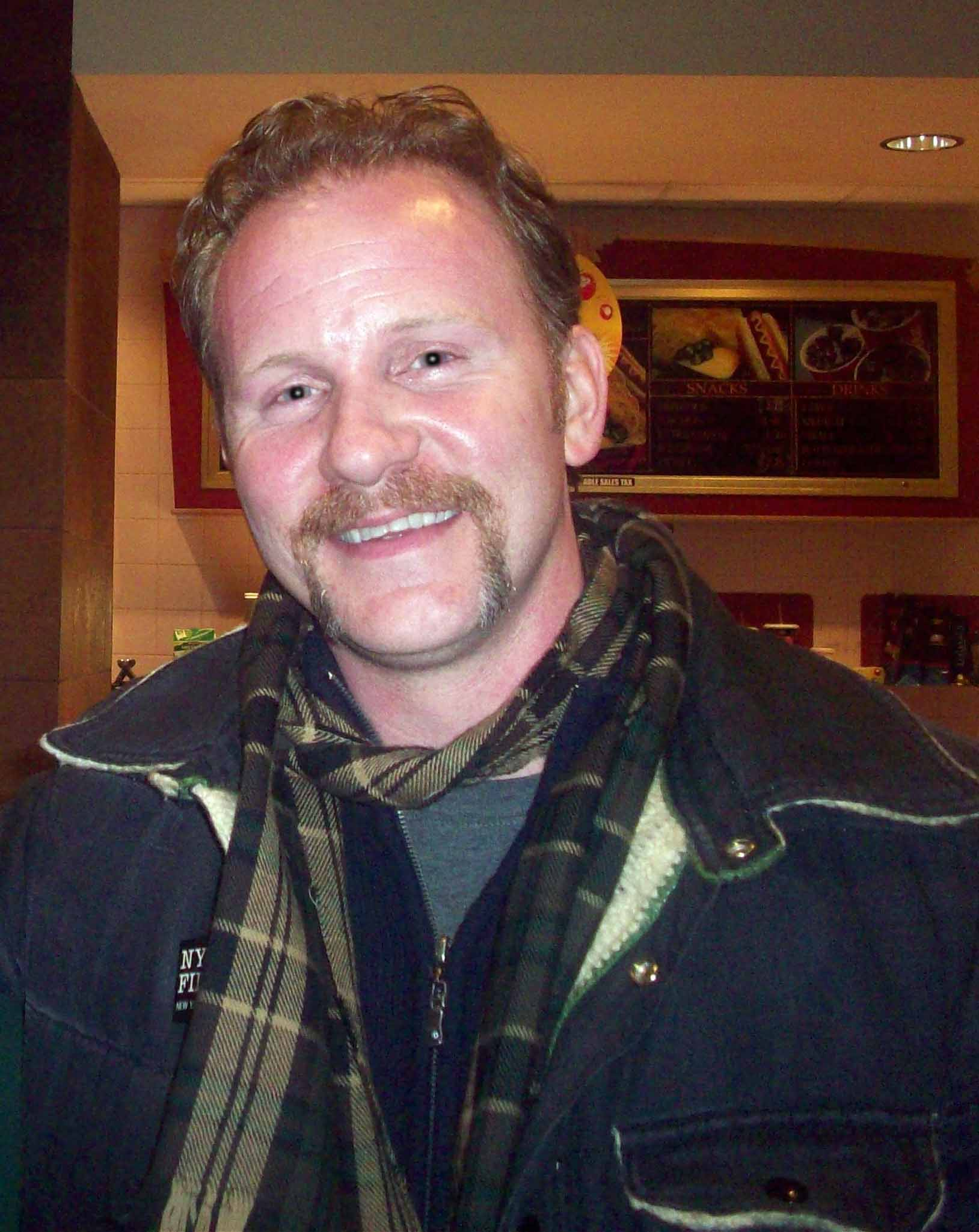
Morgan Spurlock, auteur du documentaire Super Size Me.

De nombreux films font intervenir la cuisine et la gastronomie dans leurs scénarios ou dans leurs décors.
On peut citer, entre autres, La Cuisine au beurre, de Gilles Grangier, L'Aile ou la Cuisse, de Claude Zidi, #Chef, de Jon Favreau, À vif !, de John Wells, ou encore Le Festin de Babette, film danois réalisé par Gabriel Axel et sorti en 1987,.
Ce rapprochement régulier a même donné naissance à un Festival international cinéma et gastronomie à Dijon en 2004 (qui semble toutefois avoir été éphémère), à des publications comme Le Plaisir gastronomique au cinéma, de Vincent Chenille et Jean-Luc Douin, ou encore à un cycle thématique sur Arte.
La cuisine et l'aliment ont été aussi le sujet même de divers documentaires.

## Les restaurants
Au XXe siècle, les repas pris à l'extérieur du cercle familial se sont multipliés. Les repas sont alors pris dans des cantines, les fast-food, ou dans des restaurants.

### Les restaurants à prix modique (pour le repas du midi le plus souvent)
- Les cantines proposent des repas généralement à prix modique, dans un cadre collectif (par exemple, à l'école, en entreprise, à l'hôpital, en prison, dans un couvent…). Elles peuvent se présenter sous forme de libre-service ou de buffet.
- Les fast-food ont été assimilés à l'alimentation industrialisée « en batterie » qui présente certains excès analysés dans la malbouffe. Voir McDonald's, Quick.
- Les routiers et les restaurants dits ouvriers, proposant un plat du jour.
- Les friteries traditionnelles.
- Les bistrots de pays, qui proposent soit un casse-croûte, soit une cuisine basée sur les produits du terroir.

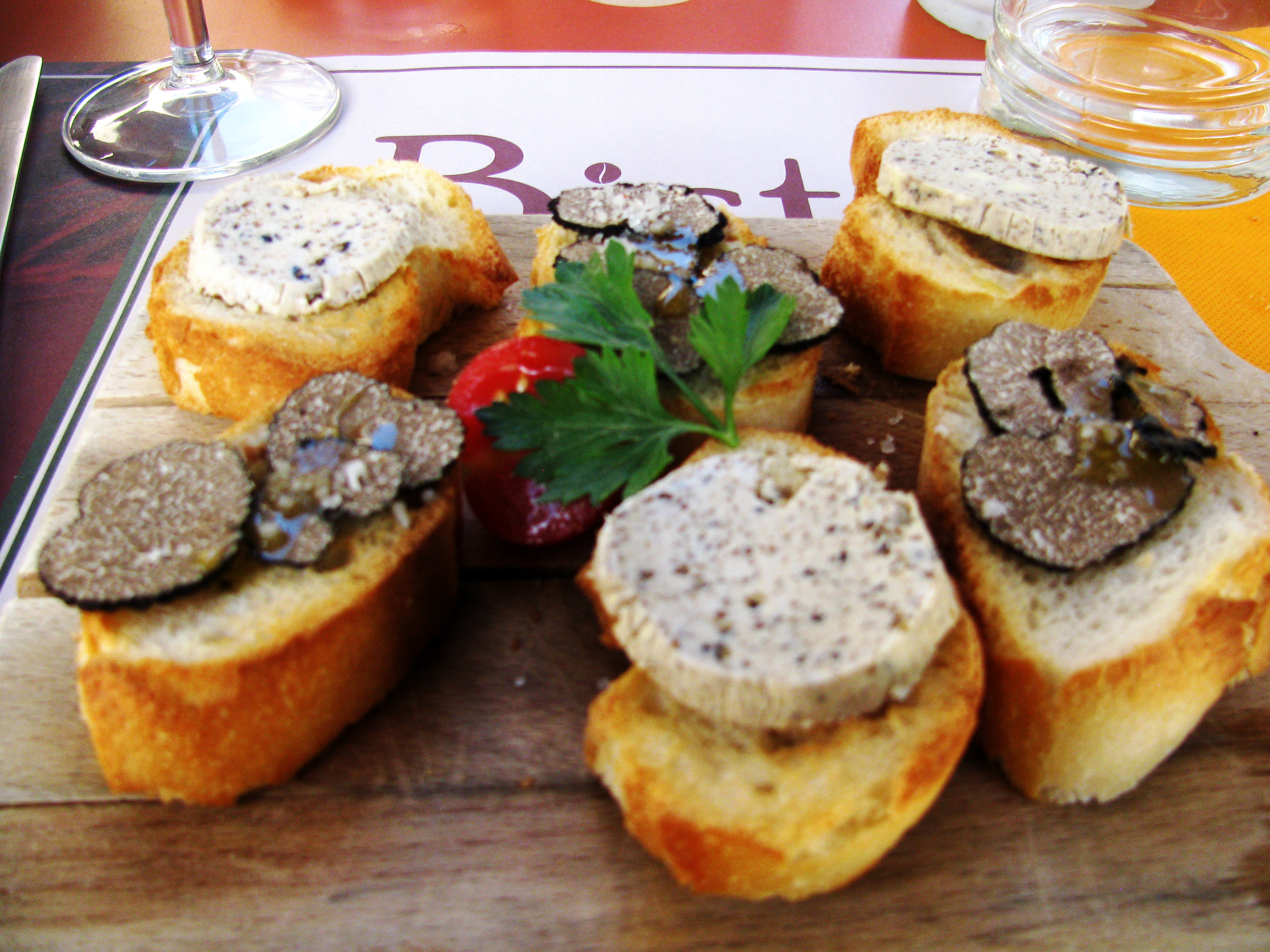
Truffes blanches d'été et beurre de truffe sur canapé.
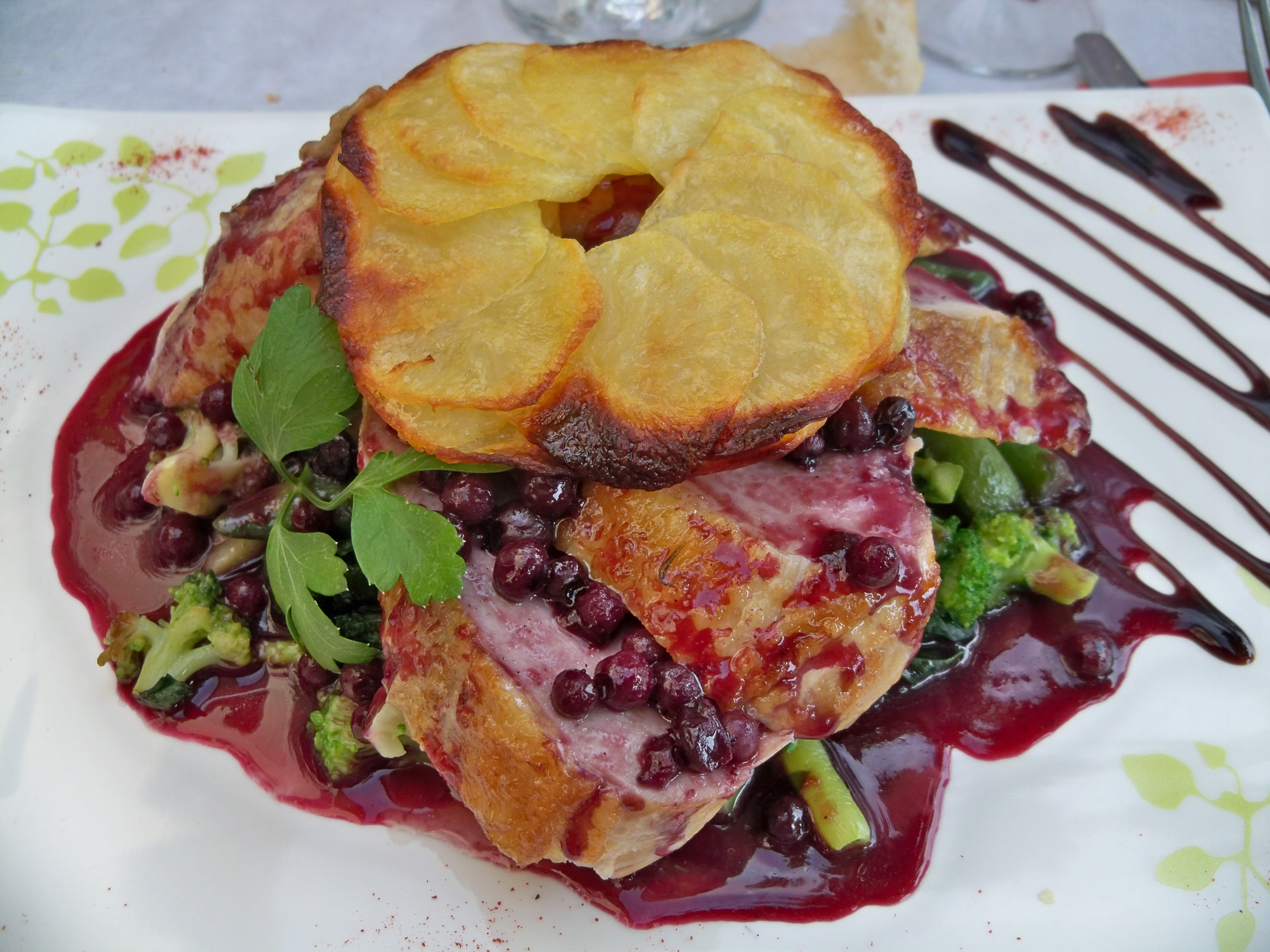
Filet de pintade aux myrtilles.
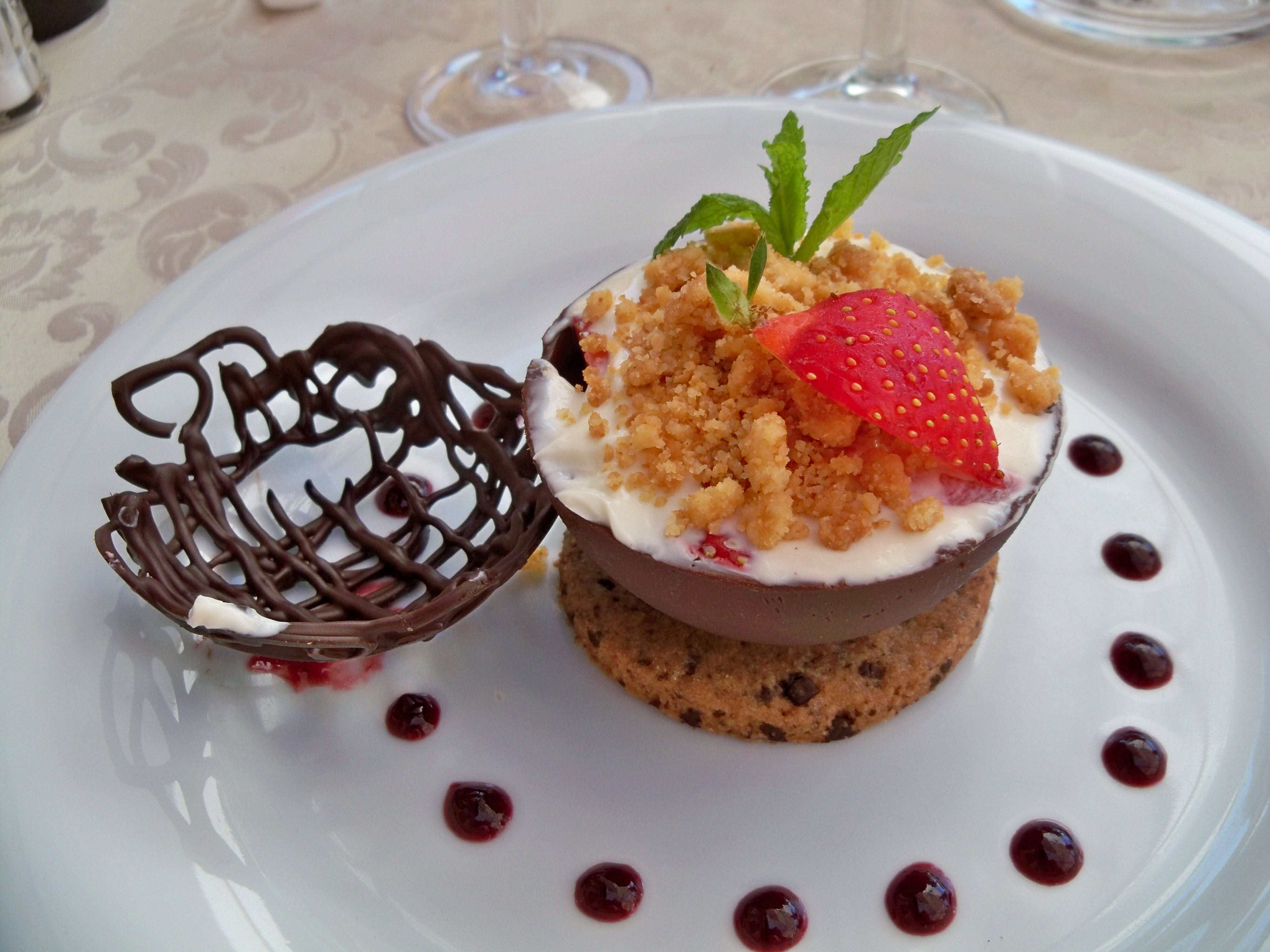
Boule chocolat au crumble de fraises.
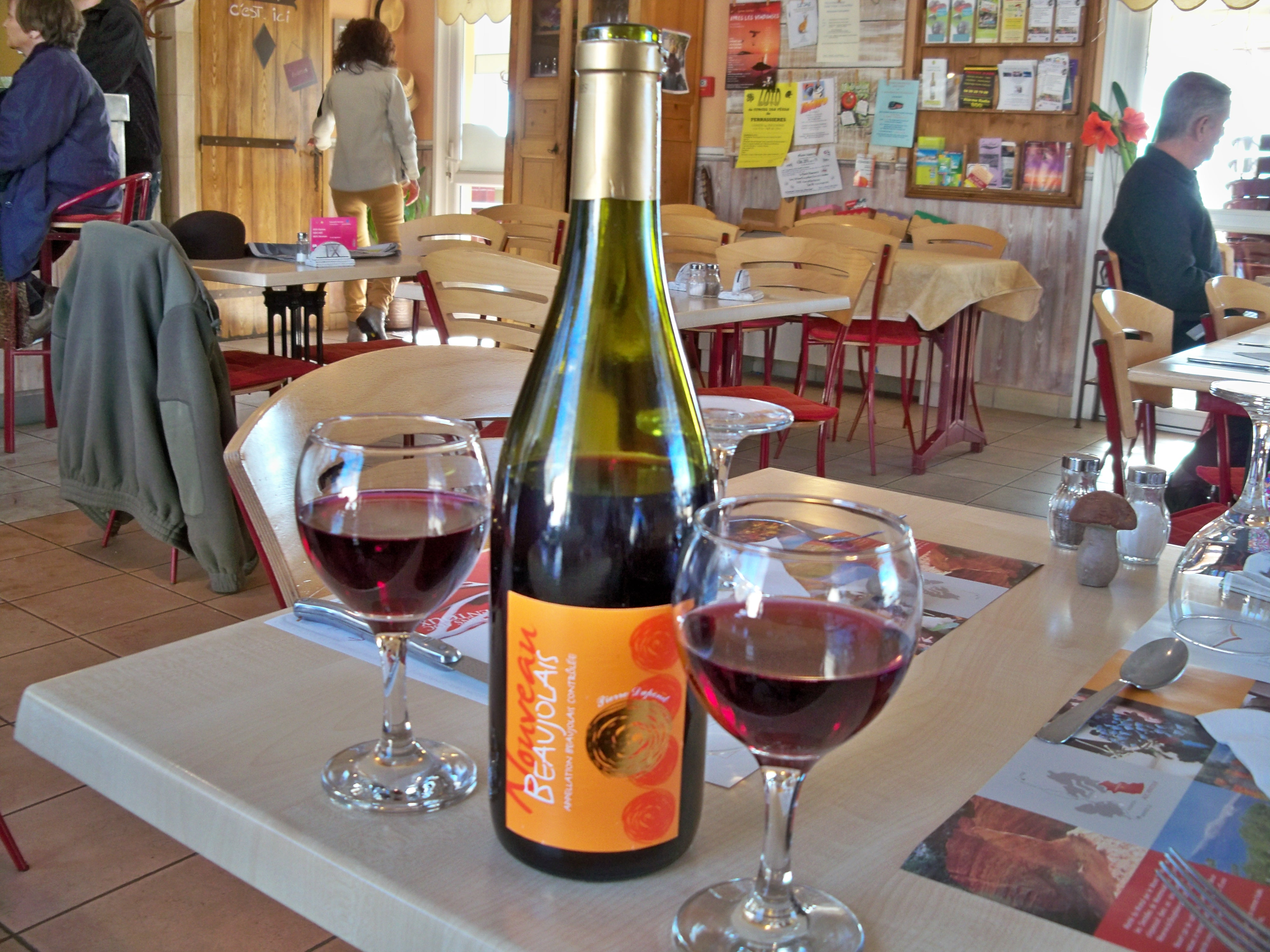
Beaujolais nouveau à Saint-Trinit.

### Les restaurants de spécialité

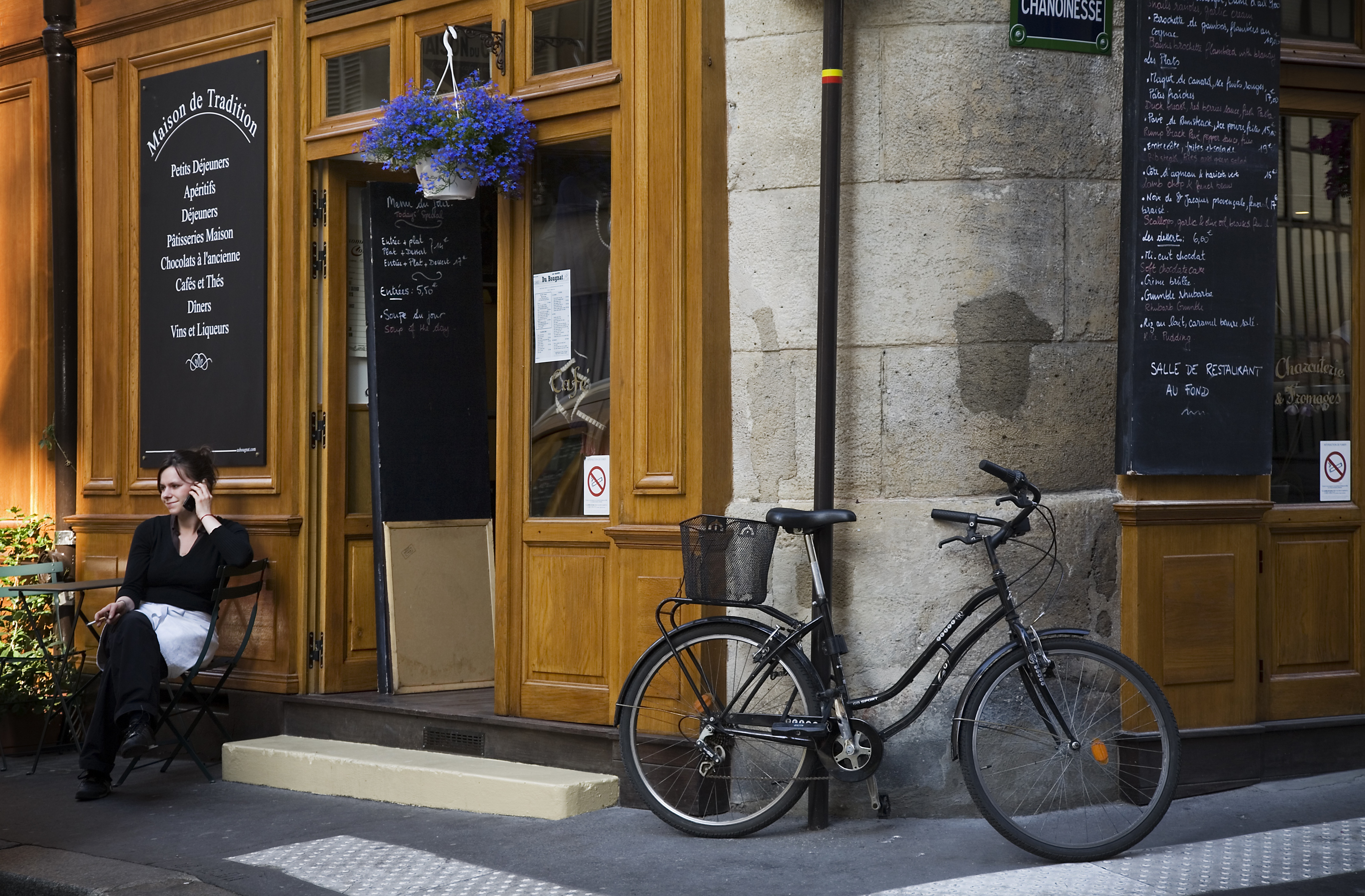
Au Bougnat, 26, rue Chanoinesse, Paris.

L'augmentation des sorties et le regain des régionalismes ont fait apparaître les restaurants dits « de spécialité » : les crêperies (bretonnes), les pizzerias, les restaurants de poisson, les restaurants végétariens, mais aussi des restaurants de diverses origines : mexicains, indiens, grecs, libanais, chinois, marocains, etc.
Dans des villes comme Paris, Londres, Bruxelles, toutes les origines (nationales, voire régionales) sont représentées par leur restaurant de spécialité. Ces restaurants fournissent à la fois un point de repère pour les communautés étrangères, mais aussi une vitrine et un moyen de valoriser leurs origines. De la même façon, au début du XXe siècle, les bougnats étaient le point de repère des Auvergnats à Paris.

### Les restaurants de sortie
Souvent plus chics et plus chers, ces restaurants s'adressent à une clientèle qui a le temps et l'argent pour y manger. On y sert des plats de luxe (aliments rares ou onéreux, cuisine recherchée), avec un service très raffiné.
Ces restaurants font l'objet d'un classement établissant leur qualité par étoiles, toques, etc. selon les guides.

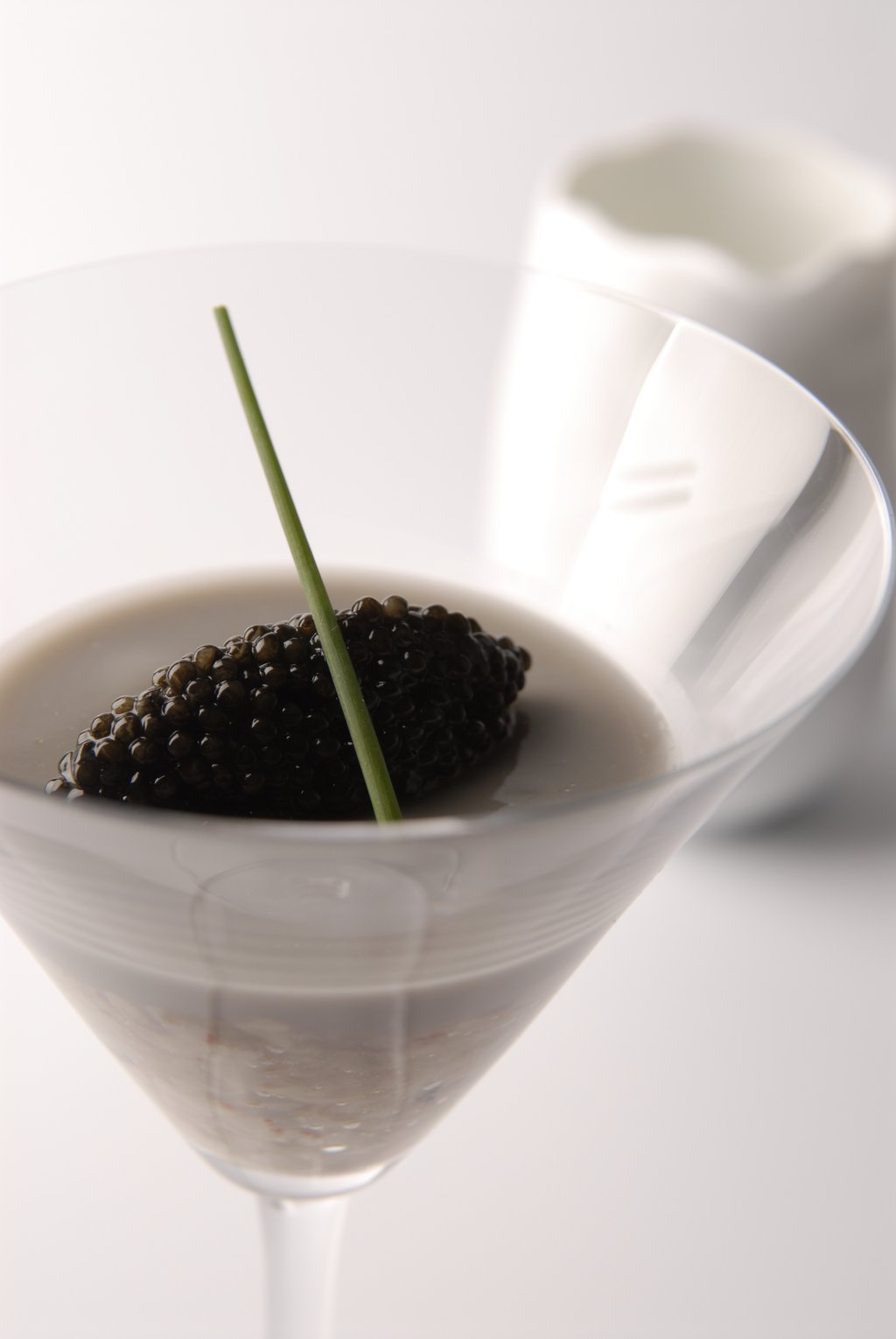
Tartare huitre caviar Hélène Darroze
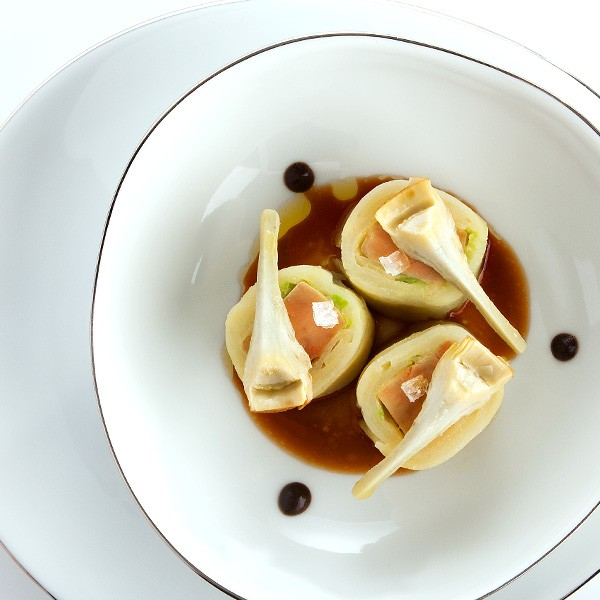
Foie gras chez Éric Pras.
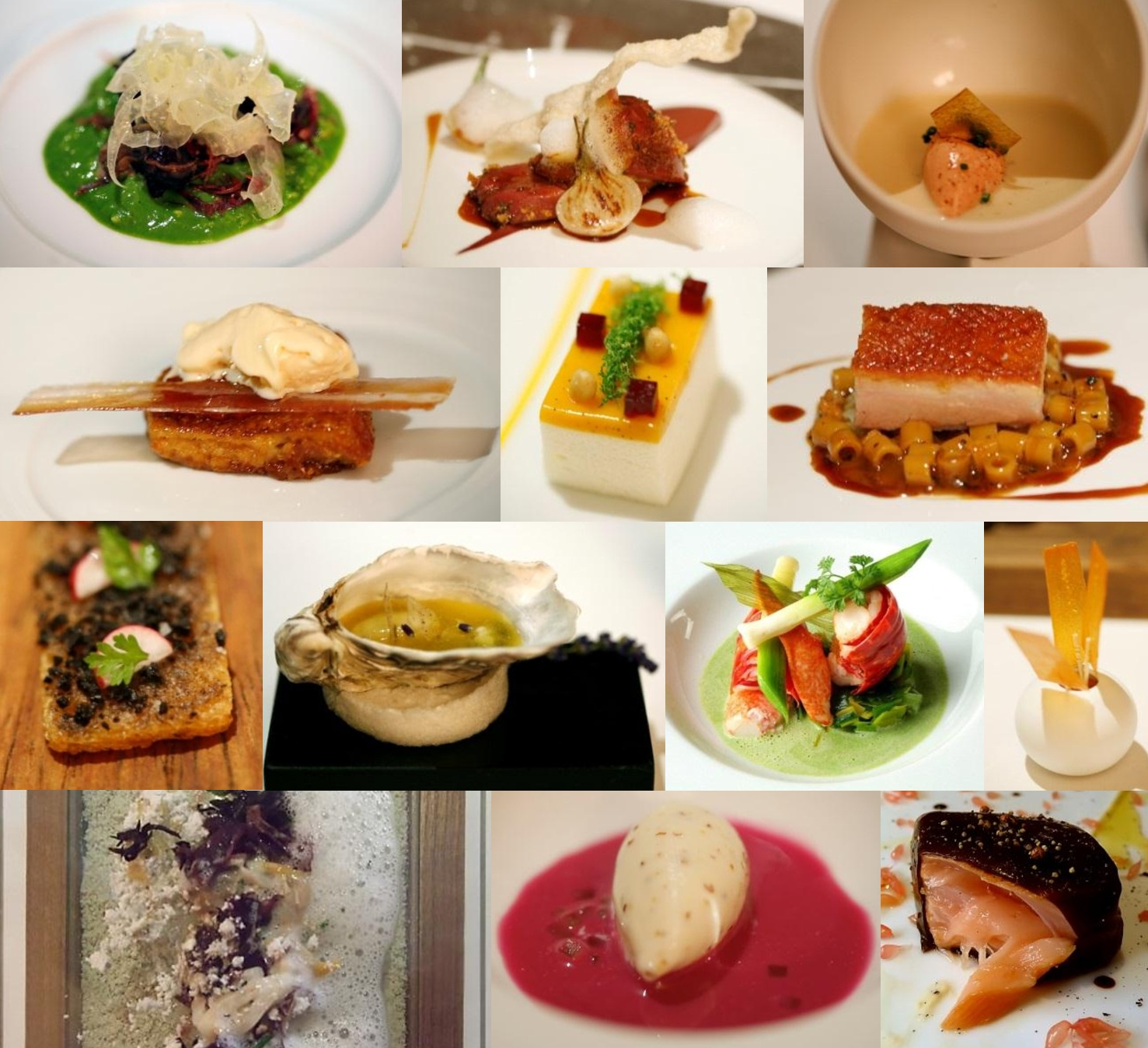
Mets préparés par différents chefs étoilés.
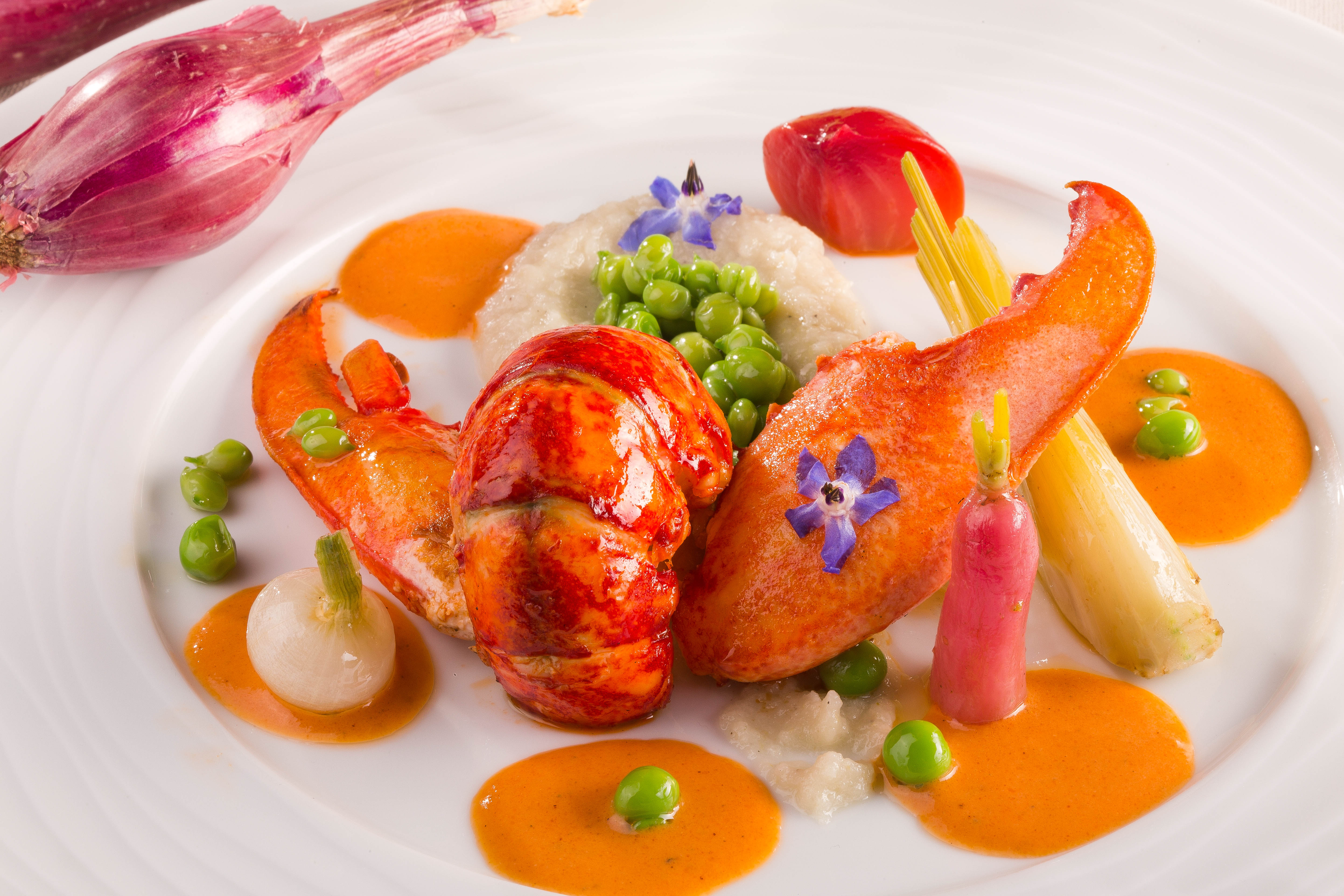
Homard bleu rôti à la coriandre et tomate émulsionnée, par Jany Gleize, à Château-Arnoux.

### Le personnel de cuisine

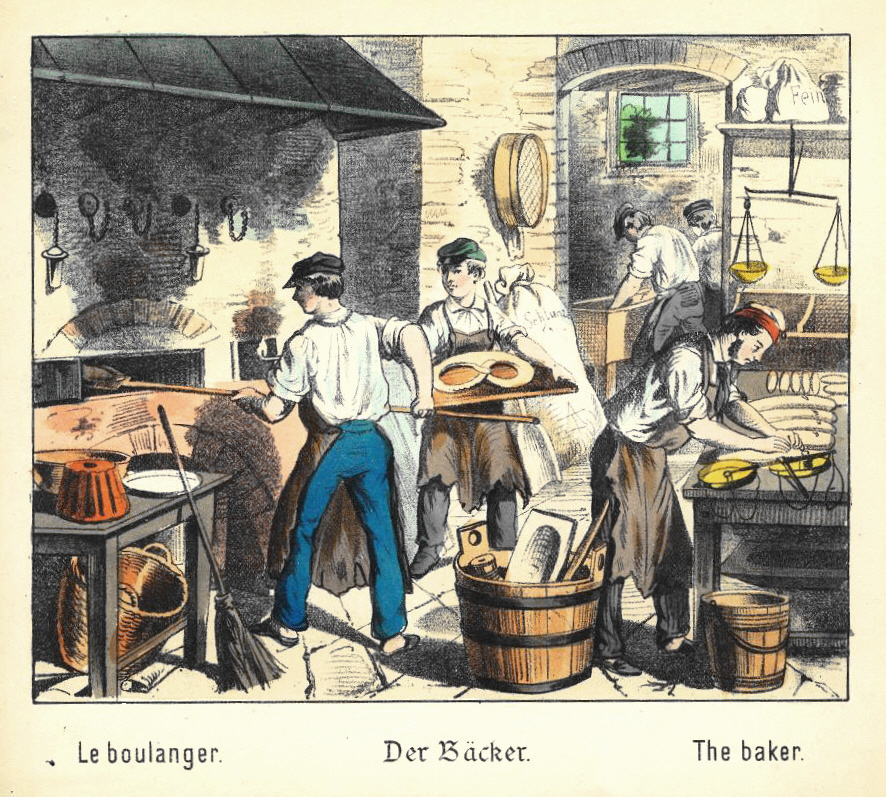
Boulanger.

Une cuisine peut s'apparenter à une organisation militaire, tant tout y est hiérarchisé, surtout dans les grands restaurants.
La personne qui fait la cuisine est le cuisinier ou la cuisinière, nommé jadis « queux », appelé parfois aussi « cuistot » en langage familier et en argot militaire, ou « coq », en particulier dans la marine. Ce terme désigne à la fois la personne réalisant les repas à la maison et celle dont c'est le métier. Il existe d'autres dénominations plus spécifiques :
- le chef de cuisine, chef-coq ou maître queux est responsable du bon fonctionnement de la cuisine ainsi que des achats et des relations avec la clientèle ;
- le sous-chef, ou second de cuisine, remplace le chef lors de ses absences, il est en principe également responsable d'un poste, c'est-à-dire d'un département de la cuisine ;

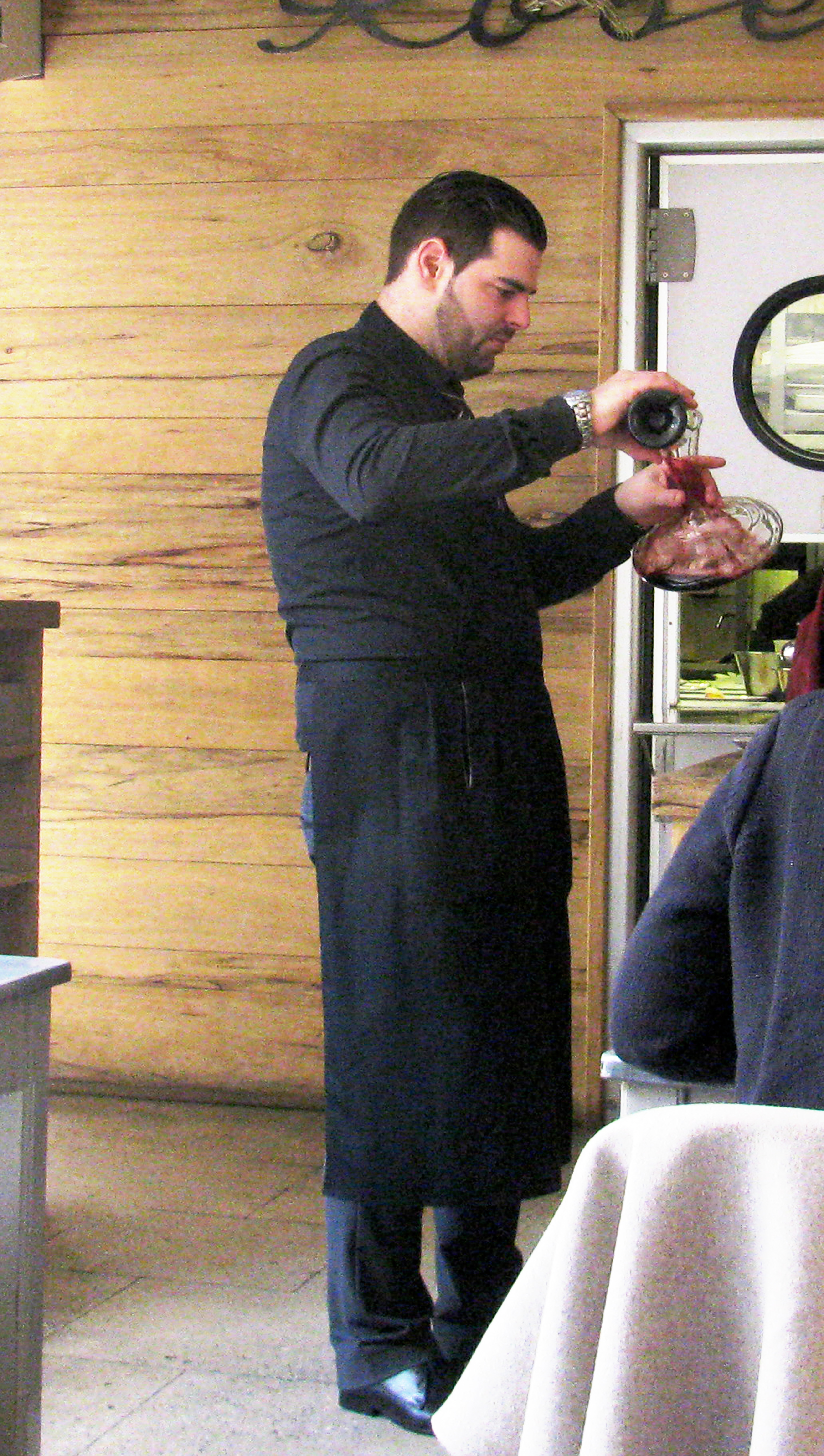
Sommelier, Chez Serge, à Carpentras.

- le chef de partie est responsable d'un poste. Le saucier s'occupe des sauces et des marinades. Le grillardin s'occupe des cuissons de viandes et poissons. L'entremétier s'occupe des potages, des légumes et des farineux. Le garde-manger s'occupe du froid, ainsi que de la découpe des viandes et poissons. Dans certaines cuisines, il peut y avoir un poissonnier et, dans certains grands restaurants, il y a aussi des demi-chefs de partie ;
- le commis de cuisine seconde le chef de partie ;
- l'apprenti de cuisine qui est en formation, seconde le commis dans des tâches peu importantes ;
- le pâtissier se divise en « tourier » et « entremétier ». Le tourier s'occupe des pâtes qui vont au four ; L'entremétier s'occupe du reste. La viennoiserie ne relève pas de l'art pâtissier mais de la boulangerie ;
- le boulanger fabrique le pain et les produits annexes ;
- dans la plupart des restaurants, on aura affaire à un ou plusieurs serveurs dont la hiérarchie est parfois précise (maître d'hôtel, chef de rang, etc.) ;
- les grands restaurants disposent souvent d'un sommelier, parfois d'un maître-saucier ;
- l'économe est responsable de la gestion des stocks (économat) ;
- le plongeur est le préposé à la vaisselle.